# Джозеф Брант
Таєнданеґеа, або Джозеф Брант (березень 1743 р – 24 листопада 1807) був військовим і політичним лідером могавків, який жив спочатку в сучасному штаті Нью-Йорк, а пізніше в Брантфорді, на території сучасного Онтаріо, і був тісно пов'язаний з Великою Британією під час і після Американської революції. Мабуть, найвідоміший корінний американець свого покоління, він зустрічався з багатьма найвидатнішими людьми Америки та Британії того часу, включно з президентом Сполучених Штатів Джорджем Вашинґтоном та королем Великої Британії Ґеорґом III.
Незважаючи на те, що Брант не отримав спадкової керівної ролі в Конфедерації Ірокезів, він став відомим завдяки своїй освіті, здібностям і зв'язкам з британськими чиновниками. Його сестра, Моллі Брант, була дружиною сера Вільяма Джонсона, впливового британського суперінтенданта у справах індіанців у провінції Нью-Йорк. Під час Війни за незалежність США Брант керував ірокезами та колоніальними лоялістами, відомими як добровольці Бранта, проти заколотників у запеклій партизанській війні на кордонах Нью-Йорку. Американці фальшиво звинуватили його у скоєнні звірств і прозвали «Монстром Брантом».
У 1784 році губернатор Квебеку Фредерік Галдіманд видав прокламацію, яка надала Бранту та його послідовникам землю замість тієї, яку вони втратили в Нью-Йорку під час революції. Розмір цього володіння становив приблизно 810 000 гектарів (2 000 000 акрів), ширина 19,2 км уздовж усієї довжини річки Уз, або Ґранд-Рівер, на території сучасного південно-західного Онтаріо. Брант разом із багатьма ірокезами переїхав до району, де зараз розташований резерват Шістьох Націй, і залишався видатним лідером до своєї смерті.

## Ранні роки
Брант народився в штаті Огайо в березні 1743 року, десь поблизу річки Каягоґа під час мисливського сезону, коли могавки мігрували до місцевості з Каніенке, як ірокезькою мовою називалась їхнья батьківщина в районі («земель Флінта») в сучасній північній частині штату Нью-Йорк. Дитину назвали Таєнданеґеа, що мовою могавків означає «Той, що закладається подвійно», що походить від звичаю прив'язувати предмети ставок один до одного, коли дві сторони закладаються на щось у суперечці. Оскільки в культурі могавків походження вважалось за материнською лінією, його родом був клан Вовка його матері. Ліга Гауденосауні, однією з Шістьох Націй якої були ірокези-могавки, була поділена на клани, очолювані матерями кланів. У записах англіканської церкви у Форт-Гантері, штат Нью-Йорк, зазначено, що його батьки були християнами і їх звали Пітер і Марґарет Тегонваґкванґеараква. Його батько помер, коли Джозеф був маленьким. Один із друзів Бранта в подальшому житті, Джон Нортон, писав, що батьки Бранта не були з походження ірокезами, а радше були гуронами, яких молодими взяли в полон ірокези; канадський історик Джеймс Пакстон написав, що це твердження «правдоподібне», але «неможливе для перевірки», і далі писав, що це питання насправді несуттєве, оскільки ірокези вважали ірокезами будь-кого, хто виріс як ірокез, не проводячи жодної межі між народженими ірокезами та прийнятими до ірокезів.
Після смерті батька його мати Марґарет (Ованда) повернулася до Нью-Йорка з Огайо разом з Джозефом і його сестрою Мері (також відомою як Моллі). Його мати вийшла заміж вдруге, і її новий чоловік був відомий білим як Барнет або Бернард, який зазвичай називався Брандтом або Брантом. Можливо, Моллі Брант насправді була не рідноюж, а зведеною сестрою Бранта, але поміж ірокезів вони вважались рідними братом і сестрою, як діти від однієї матері. Вони оселилися в Канаджогарі, ірокезькому селищі на річці Могок, де вони жили раніше. Ірокези, як і інші народи Ліги Гауденосауні, мали своє ґендерне розуміння соціальних ролей розподілу влади, розділеною між чоловіками (вождями) і матерями кланів (які мали владу призначати вождів-чоловіків). Рішення приймалися консенсусом між матерями клану та вождями. Ірокезькі жінки займалися землеробством, вирощуючи «трьох сестер»: квасолю, кукурудзу та кабачки, тоді як чоловіки ходили на полювання та брали участь у дипломатії і війнах. У суспільстві, в якому виріс Брант, очікувалось, що він буде воїном, як чоловік.
Частина прикордоння з Нью-Йорком, де виріс Брант, була заселена на початку 18 століття іммігрантами, відомими як палатини, з Курпфальцу на території сучасної Німеччини. Відносини між палатинами та ірокезами були дружніми, багато сімей ірокезів здавали землю в оренду для обробітку палатинами (хоча старійшини ірокезів скаржилися, що їхня молодь надто любить пиво, яке варять палатини). Таким чином Брант виріс у мультикультурному світі в оточенні людей, які розмовляли могавкською, німецькою та англійською мовами. Пакстон писав, що Брант ідентифікував себе як ірокез, але оскільки він також виріс серед пфальцців, шотландців та ірландців, які жили в його частині Каніенке, він був прекрасно знайомий з елементами європейської культури. Поширене серед ірокезів прізвище Брант було англізованою версією відомого німецького прізвища Брандт.
Мати Бранта Марґарет була успішною підприємицею, вона збирала та продавала женьшень, який дуже цінувався в Європі своїми лікувальними властивостями. Вона продавала рослинну сировину нью-йоркським купцям, які відправляли її до Лондона. Завдяки своїй участі в торгівлі женьшенем Марґарет вперше познайомилася з Вільямом Джонсоном, торговцем хутром і земельним перекупником з Ірландії, якого ірокези дуже поважали за його чесність та дали йому ім'я Варраґіаґе («Той, хто займається великим бізнесом»). Він жив в особняку, відомому як Форт-Джонсон на березі річки Могок. Джонсон, який вільно володів ірокезькою і жив із двома жінками-ірокезками поспіль у цивільному шлюбі, мав великий вплив на Каніенке. Серед білого населення родини Батлерів і Кроґанів були близькі до Джонсона, тоді як впливові родини ірокезів Гілл, Пітерс і Брант також були його друзями. Дружина ірокеза Джонсона, Керолайн, була племінницею вождя Гендрика Теджонігокарави, відомого як «Король Гендрик», який відвідав Лондон, де був прийнятий королевою Анною в 1710 році.
У 1752 році Марґарет почала жити з Брантом Канаґарадункою, ірокезьким вождем, а в березні 1753 року народила йому сина на ім'я Джейкоб, чим викликала невдоволення священника місцевої англіканської церкви преподобного Джона Оґілві, коли він дізнався, що вони не одружені. 9 вересня 1753 року його мати одружилася з Канаґарадункою в місцевій англіканській церкві. Канаґарадунка також був успішним бізнесменом, жив у двоповерховому будинку в європейському стилі з усією розкішшю, яку можна було очікувати в англійській родині середнього класу того періоду. Сім'я її нового чоловіка мала зв'язки з англійцями; його дід Саґаєткуапіеттоу був одним із чотирьох вождів ірокезів, які відвідали Англію в 1710 році. Шлюб покращив долю Марґарет, і сім'я жила в найкращому будинку в Канаджогарі. Щоправда, її новий альянс надавав мало статусу її дітям, оскільки титули ірокезів і керівні посади передавалися по жіночій лінії.
Канаґарадунка був другом Вільяма Джонсона, впливового та багатого британського суперінтенданта у справах північних індіанців, який отримав лицарське звання за свою службу. Під час своїх частих візитів до ірокезів Джонсон завжди зупинявся в будинку Брантів. Зведена сестра Бранта Моллі мала стосунки і жила разом з Джонсоном, який був дуже успішним торговцем і землевласником. Його особняк Джонсон-Голл настільки вразив юного Бранта, що він вирішив залишитися з Моллі та Джонсоном. Джонсон турбувався долею юнака та підтримав його освіту в англійському стилі, а також познайомив його з впливовими лідерами нью-йоркської колонії. У підлітковому віці Бранта описували як легкого в спілкуванні та привітного чоловіка, який проводив дні, блукаючи з друзями по сільській місцевості та лісах, полюючи та рибалячи. Під час своїх мисливсько-рибальських мандрів, які тривали днями, а іноді й тижнями, Брант часто зупинявся в будинках пфальцьких і шотландсько-ірландських поселенців, щоб попросити їжі, підкріпитись та поспілкуватись. Брант добре запам'ятався своєю привітністю: одна біла жінка дозволила Бранту залишитися зі своєю сім'єю на пару днів в обмін на те, що він поділився м'ясом впольованих оленів, і був доброю компанією в іграх з її хлопцями приблизно такого ж віку, згадуючи після Війни за незалежність, що його «мужня вдача» та «шляхетна добросердечність» справила на неї незабутнє враження.
У 1753 році відносини між Лігою та британцями сильно загострилися, оскільки земельні спекулянти з Нью-Йорка почали захоплювати землі, що належали ірокезам. Індіанці на чолі з вождем Гендриком Теаноґуїном, відомим британцям як Гендрик Пітерс, вислали делегацію до Олбані, щоб сказати губернатору Нью-Йорка Джорджу Клінтону: «Ланцюг угоди розірвано між вами й нами. Тож брате, ти не очікуй звісток від нас, а ми, брате, більше не хочемо чути про вас». «Ланцюгом угоди» називали англо-ірокезський альянс іще з 17 століття, тож його розрив вважався серйозною зміною в балансі сил у Північній Америці. У 1754 році англійці разом із вірґінським ополченням на чолі з Джорджем Вашинґтоном у Французько-індіанській війні в долині річки Огайо зазнали поразки від французів, а в 1755 році британська експедиція в долину річки Огайо під проводом генерала Едварда Бреддока була знищена французами.
Джонсон, як суперінтендант у справах індіанців, мав завдання переконати шість ірокезських націй воювати в Семирічній війні на боці британської корони, незважаючи на їхні власні схильності до нейтралітету, і 21 червня 1755 року скликав нараду у Форт-Джонсоні з вождями ірокезів і матерями кланів, щоб попросити їх брати участь у війні, і запропонував їм багаті подарунки. Маючи 12 років, Брант відвідав нараду, хоча лише в ролі спостерігача, який мав навчатися веденню дипломатії. У битві біля озера Джордж Джонсон очолив війська британської армії, сформовані в Нью-Йорку разом з ірокезами, проти французів, здобувши дорогу перемогу. Оскільки ірокезам не подобалося нести значні втрати у війні через їх мале населення, битва на озері Джордж, яка коштувала ірокезам багатьох смертей, поклала початок періоду глибокої жалоби в Каніенке, і більша частина керівництва Шістьох Націй знову схилялася до політики нейтралітету. Протягом наступних років Джонсона чекали серйозні випробування, оскільки Корона тиснула на нього, щоб змусити ірокезів знову битися, тоді як більшість керівництва Шістьох Націй дала зрозуміти, що вони не хочуть більше воювати. Канаґрадунква був одним із небагатьох вождів ірокезів, які виступали за продовження боротьби у війні, за що отримав велику вдячність Джонсона.

## Семирічна війна і освіта
Починаючи приблизно з 15 років, під час Франко-індіанської війни (частини Семирічної війни), Брант брав участь разом з могавками та іншими союзниками-ірокезами в низці британських дій проти французів у Канаді: експедиції Джеймса Аберкромбі через озеро 1758 року. Джорджа, що закінчилася повною поразкою у форті Карильйон ; битві Джонсона за форт Ніаґара в 1759; та експедиції Джеффрі Емгерста 1760 року до Монреаля через річку Св. Лаврентія. Він був одним із 182 воїнів-індіанців, нагороджених британцями срібними медалями за їхню службу.
У форті Карильйон (сучасна Тікондероґа, штат Нью-Йорк) Брант та інші воїни-ірокези спостерігали за битвою з пагорба, побачивши, що британська піхота була розбита французьким вогнем, і повернулися додому, не приєднавшись до бойових дій, будучи вдячними за те, що Аберкромбі розподілив завдання штурмувати форт британським військовим та залишити ірокезів лише розвідниками. Однак експедиція до форту Карильон познайомила Бранта з трьома чоловіками, які пізніше відіграли помітну роль у його житті, а саме Ґаєм Джонсоном, Джоном Батлером і Деніелем Клаусом. Приблизно в той же час сестра Бранта Моллі переїхала до Форт-Джонсона, щоб стати Джонсоновою цивільною дружиною. Ірокези не бачили нічого поганого у відносинах між двадцятирічною Моллі і сорокап'ятирічним Джонсоном, і незадовго до переїзду в Форт-Джонсон Моллі народила сина Пітера Воррена Джонсона, першого з восьми дітей, яких вона мала від сера Вільяма.
Під час облоги форту Ніаґара Брант служив розвідником. Разом із підрозділом солдатів британської армії, нью-йоркських ополченців та інших воїнів-ірокезів він брав участь у засідці на французькі сили допомоги в битві при Ла-Бель-Фаміль, що, можливо, було першим випадком, коли Брант брав участь у бою. Французькі війська, вислані через ліс до форту Ніаґара, були знищені цією засідкою. 25 липня 1759 року форт Ніаґара здався. У 1760 році Брант приєднався до експедиційного корпусу під командуванням генерала Джеффрі Емгерста, який 11 серпня залишив форт Освеґо з метою здобути Монреаль. Після взяття форту Левіс на річці Святого Лаврентія Емгерст не дав дозволу індіанцям увійти до форту, побоюючись, що вони вб'ють французьких полонених, щоб заволодіти їхніми скальпами. Через цю заборону більшість воїнів Шістьох Націй повернулись додому, оскільки вони втратили надію приєднатися до англійців у пограбуванні форту. Брант залишився і у вересні 1760 року допоміг взяти Монреаль.
У 1761 році Джонсон організував навчання трьох ірокезів, у тому числі Бранта, в «Благодійній школі Мура для індіанців» Елізара Вілока в Коннектикуті. Школа була прообразом Дартмутського коледжу, який пізніше було засновано в Нью-Гемпширі. Брант навчався під керівництвом Вілока, який писав, що цей юнак відзначався «бадьорим генієм, мужньою та благородною вдачею, скромним, ввічливим та доброзичливим настроєм». Брант навчився говорити, читати та писати англійською, а також вивчав інші академічні предмети. У школі Бранта навчали землеробству (ірокези вважали це жіночою працею), математиці та класиці. Пізніше європейці були здивовані, коли Брант став говорити їм про Одіссею. У школі він познайомився з Семюелем Кірклендом, який пізніше був місіонером серед індіанців у західному Нью-Йорку. 15 травня 1763 року до школи надійшов лист від Моллі Брант, який наказував її молодшому братові негайно повернутися, то ж він пішов додому в липні. У 1763 році Джонсон підготував Бранта до вступу в Королівський коледж у Нью-Йорку.
Початок повстання Понтіака порушив його плани, і Брант повернувся додому, щоб не наражати себе на небезпеку, оскільки прояви ворожості щодо корінних американців були на підйомі. Після повстання Понтіака Джонсон не вважав безпечним повернення Бранта до Королівського коледжу. Ідеологією війни Понтіака була паніндіанська теологія, яка вперше з'явилася в 1730-х роках, її проголошували різні пророки, особливо ленапський пророк Неолін, який вважав, що індіанці та білі були діаметрально протилежними народами, створеними Великим Духом життя цілком різними, такими що належать кожне до своїх континентів і закликав до відмови від усіх аспектів європейського життя. У Каніенке ірокези мали досить добрі стосунки зі своїми пфальцькими та шотландсько-ірландськими сусідами, тож спрямоване проти білих послання Неоліна так і не прижилося. Війна Понтіака викликала паніку на всьому кордоні, оскільки новина про те, що різні індіанські племена об'єдналися проти британців і вбивають усіх білих, змусила наляканих білих поселенців тікати до найближчих фортів британської армії по всьому кордону. Джонсон, як суперінтендант у справах північних індіанців, брав активну участь у дипломатичних зусиллях, щоб утримати більше індіанських племен від приєднання до війни Понтіака, і Брант часто служив його емісаром. Під час повстання Понтіака лідери з обох сторін були схильні розглядати війну як нещадне міжрасове протистояння, в якому не можна було проявляти милосердя, і становище Бранта як індіанця, лояльного до Корони, було складним. Навіть його колишній учитель Вілок написав Джонсону, запитуючи, чи правда, що Брант «поставив себе на чолі великої групи індіанців для боротьби проти англійців». Брант не полишав своєї прихильності до англіканської церкви, навчаючись у місіонерській школі, якою керував преподобний Корнеліус Беннет з Товариства поширення Євангелія в Канаджогарі. Однак у громаді могавків чоловіки плекали свою репутацію як воїнів, а не як вчених, тож Брант покинув навчання, щоб битися за Корону проти військ Понтіака.
У лютому 1764 року Брант вийшов на стежку війни, приєднавшись до загону воїнів-ірокезів і онейд, щоб воювати на стороні британців. По дорозі Брант зупинився в селі Окваґа, голова якого Іссак був християнином і став другом Бранта. Можливо, Брант мав прихований мотив, коли залишився з Іссаком, адже йшлося до його одруження з дочкою Іссака, з якою у Бранта виникли романтичні стосунки. У березні 1764 року Брант брав участь в одній із військових вилазок ірокезів, які атакували села індіанців ленапе в долинах Сасквеганна та Чемунґ. Вони знищили три великі поселення, спаливши 130 хат і вбивши худобу. Ворожих воїнів не було видно. Алґонкінські ленапе та ірокези належали до двох різних мовних сімей; вони були традиційними суперниками і часто воювали між собою на кордонах.

## Шлюби та сім'я
22 липня 1765 року в Канаджогарі Брант одружився з Пеґґі, також відомою як Марґарет. Кажуть, що Пеґґі була донькою плантаторів з Вірджинії, і її в дитинстві взяли в полон корінні американці. Після асиміляції з індіанцями середнього заходу її відправили до ірокезів. Вони жили з його батьками, які після смерті вітчима передали будинок Бранту. Він також володів великою та родючою фермою площею 80 акрів (320 000 м2)   біля села Канаджогарі на південному березі річки Могок; це село було також відоме як замок Верхній Могок. Брант і Пеґґі вирощували кукурудзу і тримали велику рогату худобу, овець, коней і свиней. Він також тримав невеликий магазин. Брант ходив одягнений «на англійську манеру» в «костюмі з синього сукна».
У Пеггі та Бранта було двоє дітей, Ісаак і Крістін, перш ніж Пеґґі померла від туберкульозу в березні 1771 року. Пізніше трапилось так, що Брант убив свого сина Ісаака у бійці. Брант одружився вдруге з Сюзанною, але вона померла ближче до кінця 1777 року під час Війни за незалежність США, коли вони перебували у форті Ніаґара.
Ще перебуваючи у форті Ніаґара, Брант почав жити з Кетрін Адонвентішонi Кроґан, з якою він одружився взимку 1780 року. Вона була донькою Кетрін (Текарігоґа), ірокезки, та Джорджа Кроґана, видного ірландського колоніста та агента британських індіанців, заступника Вільяма Джонсона, суперінтенданта у справах індіанців Північного округу. Через свою матір Адонвентішон стала клановою матір'ю Клану Черепах, першого за рангом серед Народів Могавків. У ірокезів була система споріднення по материнській лінії з успадкуванням і походженням по материнській лінії. Як матріарх клану, Адонвентішон мала право від народження назвати текарігоґу, головного спадкового вождя ірокезів, який походив з її клану. Через свій шлюб з Кетрін Брант також зв'язався з Джоном Смокі Джонсоном, хрещеником сера Вільяма Джонсона, народженим ірокезом, і родичем Гендрика Теяноґіна.
З Кетрін Кроґан у Бранта було семеро дітей: Джозеф, Джейкоб (1786–1847), Джон (обраний Кетрін текарігоґою у відповідний час; він ніколи не одружувався), Марґарет, Кетрін, Мері та Елізабет (яка вийшла заміж за Вільяма Джонсона Керра, онука сера Вільяма Джонсона та Моллі Брант; син яких пізніше став вождем ірокезів).

## Кар'єра
За підтримки Джонсона ірокези призначили Бранта військовим командиром і своїм головним речником. Брант жив у Освеґо, працюючи перекладачем зі своєю тодішньою дружиною Пеґґі, також відомою як Неґґен або Аоґ'ятонґсера, де вона народила сина, якого назвали Іссаком на честь її батька. Наприкінці року Бранти повернулися до його рідного міста Канаджогарі, щоб жити з його матір'ю. Брант володів приблизно 80 акрами землі в Канаджогарі, хоча невідомо, хто на ній працював. Для ірокеза сільське господарство було жіночою роботою, і його співвітчизники-ірокези глузували б з Бранта, якби він сам обробляв свою землю. Цілком можливо, що Брант найняв жінок для роботи на його землі, оскільки в жодному збереженому записі нічого не згадується про те, що Бранта висміювали в Канаджогарі за те, що він обробляв його землю. У 1769 році Неґґен народила другу дитину Бранта, дочку на ім'я Крістіна. На початку 1771 року Неґґен померла від туберкульозу, залишивши Бранта вдівцем з двома дітьми.
Навесні 1772 року Брант переїхав до форту Гантер, зупинившись у преподобного Джона Стюарта. Він став перекладачем Стюарта та вчителем мови ірокез, співпрацюючи з ним, щоб перекласти англіканський катехізис і Євангеліє від Марка мовою ірокезів. Його інтерес до перекладу християнських текстів почався під час його ранньої освіти. У благодійній школі Мура для індіанців він зробив багато перекладів. Брант став англіканцем, і дотримувався цієї віри до кінця свого життя. Брант, який, судячи з усього, переживав депресію через смерть своєї дружини, знайшов духовну розраду у вченнях Англіканської церкви. Однак він був розчарований, коли преподобний Стюарт відмовив йому в проханні одружити його з Сусанною, сестрою Неґґен. Серед гауденосауні було поширеним звичаєм, коли вдівець одружувався зі своячкою, щоб замінити втрачену дружину, і шлюб Бранта з Сусанною вважався цілком прийнятним для них.

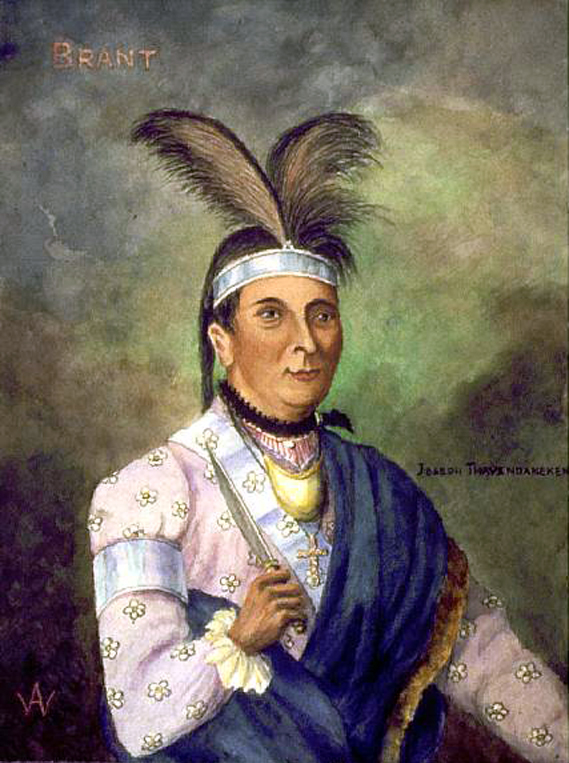
Джозеф Брант, акварель Вільяма Армстронґа

Окрім вільного володіння англійською, Брант розмовляв принаймні трьома, а можливо, і всіма ірокезськими мовами Шістьох Націй. З 1766 року він працював перекладачем у департаменті британських індіанців. У цей час Брант втягнувся в земельну суперечку з пфальцьким торговцем хутром Джорджем Клоком, який мав звичай підпоювати ірокезів, спонукаючи віддписати  йому їхню землю. Брант вимагав від Клока припинити отримання землі цим методом і повернути землю, якою він уже заволодів. Суперечка змусила Клока відпливти до Лондона, намагаючись здобути підтримку короля Ґеорґа III, але той відмовив дати аудієнцію «сумнозвісній негідній особі», якою був Клок. Після повернення до провінції Нью-Йорк Брант увірвався в будинок Клока, намагаючись змусити його повернути землю, яку він йому передав; Зустріч закінчилася тим, що воїни-ірокези розграбували будинок Клока, а Клок пізніше заявив, що Брант вдарив його пістолетом і залишив скривавленим і без свідомості. Під час зустрічі в Джонстон-Голі з лідерами гауденосауні Джонсон спробував стати посередником у суперечці з Клоком і помер пізніше тієї ж ночі. Хоча й розчарований тим, що Джонсон не був більш рішучим у підтримці гауденосауні проти Клока, Брант все ж відвідав заупокійну службу божу в англіканській церкві за Джонсона, а потім разом зі своєю сестрою Моллі, Брант виконав традиційну церемонію співчуття ірокезів для Джонсона. Джонсон-Голл успадкував його син Джон Джонсон, який вигнав свою мачуху, Моллі Брант, яка повернулася до Канаджогарі з вісьмома дітьми, яких вона народила від сера Вільяма, щоб жити зі своєю матір'ю. Сер Джон Джонсон хотів лише дбати про свій маєток і не поділяв інтересів свого батька щодо ірокезів. Деніел Клаус, права рука сера Вільяма, поїхав жити в Монреаль, а Ґаю Джонсону, родичу сера Вільяма, бракувало зичливості й такту, необхідних для підтримки соціальних союзів.
Смерть Джонсона залишила вакуум керівництва в окрузі Тріон. Це призвело до того, що група колоністів сформувала 27 серпня 1774 року Комітет громадської безпеки, який нібито був стурбований забезпеченням бойкоту британських товарів за наказом Континентального конгресу, але справжній метою було кинути виклик владі родини Джонсонів у графстві Тріон. Влітку та восени 1774 року головним викликом для Бранта була його суперечка з Клоком, але, враховуючи тісні зв'язки його родини з родиною Джонсонів, він виявив, що проти нього виступає Комітет громадської безпеки.

## Американська революція

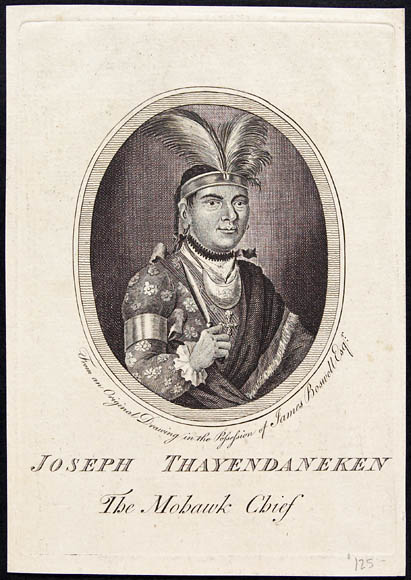
Джозеф Таєнданекен, вождь ірокезів, 1776 р.

У 1775 році Бранту надали звання капітана воїнів-ірокезів і призначили його секретарем департаменту нового британського суперінтенданта в Канаджогарі. У квітні 1775 року Американська революція почалася зі спалаху бойових дій у Массачусетсі, а в травні 1775 року Брант поїхав на зустріч у Джерман-Флеттс, щоб обговорити кризу. Подорожуючи до Джерман-Флетс, Брант на власні очі відчув «страх і ворожість» білих жителів округу Тріон, які ненавиділи його як за його тактику проти Клока, так і за друга могутньої родини Джонсонів. Ґай Джонсон запропонував Бранту поїхати з ним до Канади, сказавши, що життя обох у небезпеці. Коли лоялісти опинилися під загрозою після початку війни в квітні 1775 року, Брант переїхав до провінції Квебек і прибув до Монреаля 17 липня Губернатор Квебеку, генерал Ґай Карлтон, особисто не любив Джонсона, вважав його плани залучити ірокезів проти повстанців негуманними, і ставився до Бранта з ледь прихованою презирством. Дружина Бранта Сюзанна та діти поїхали до Онокваґи на півдні центральної частини Нью-Йорка, села ірокезів Тускарора вздовж річки Сасквеганна, на місці сучасного Віндзора.
11 листопада 1775 року Ґай Джонсон взяв Бранта з собою до Лондона в надії отримати більшу підтримку від уряду. Вони сподівались разом переконати Корону розглянути минулі скарги ірокезів на землю, натомість обіцяючи їхню участь як союзників у майбутній війні. Брант зустрівся з Ґеорґом III під час своєї поїздки до Лондона, але його найважливіші переговори були з міністром колоній Джорджем Жерменом. Брант скаржився, що ірокези воювали за британців у Семирічній війні, зазнавши великих втрат, але британці дозволяли білим поселенцям, таким як Клок, позбавляти їх землі. Британський уряд пообіцяв ірокезам землю в Квебеку, якщо ірокезькі нації будуть воювати на боці Британії, щоб придушити зародки відкритого повстання американських колоністів. У Лондоні до Бранта ставилися як до знаменитості, і Джеймс Босвелл взяв у нього інтерв'ю для публікації. Його прийняв король Ґеорґ III у палаці Сент-Джеймс. Перебуваючи на публіці, він одягався в традиційний ірокезький костюм. Він був прийнятий у масонство і отримав свій ритуальний фартух особисто від короля Ґеорґа.
Брант повернувся на Стейтен-Айленда, штат Нью-Йорк, у липні 1776 року. Він брав участь у військових операціях із загонами генерала Вільяма Гау, коли вони готувалися відвоювати Нью-Йорк. Хоча записів про його службу того літа й осені офіційно не збереглося, є свідчення, що Брант відзначився хоробрістю. Вважалося, що він був разом з Клінтоном, Корнволлісом і Персі у фланговому маневрі на Ямайському перевалі в битві при Лонґ-Айленді в серпні 1776 року. Вони стали друзями на все життя з лордом Персі, пізніше герцогом Нортумберлендським, і це була його єдина міцна дружба з білою людиною.
Під час зворотної подорожі до Нью-Йорка на корабель Бранта напав американський капер. Брант при цьому випробував одну з дорогих гвинтівок, які отримав у Лондоні, демонструючи свої навички снайперської стрільби. У листопаді Брант залишив Нью-Йорк і вирушив на північний захід через територію, яку контролювали «патріоти». Переодягнений, мандруючи вночі та сплячи вдень, він досяг Онокваґи, де приєднався до своєї родини. Брант попросив людей Онокваґи битися за Корону, але воїни виступили за нейтралітет, сказавши, що не хочуть брати участь у війні між білими людьми. У відповідь Брант заявив, що в Лондоні він отримав обіцянки, що якщо корона переможе, права ірокезів на землю будуть поважатися. Він передбачив, що в разі перемоги американців ірокези гарантовано втратять свою землю, що привело його до висновку, що нейтралітет не є варіантом. Брант зауважив, що Джордж Вашинґтон був видатним інвестором компанії Огайо, чиї зусилля створити біле поселення в долині річки Огайо стали причиною таких проблем для тамтешніх індіанців, які, як він стверджував, не віщують нічого доброго, якщо американці виграють. Що ще важливіше, одним із «репресивних» актів парламенту, який так розлютив американців, була Королівська прокламація 1763 року, яка забороняла поселення білих за межами Аппалачів, що не віщувало нічого доброго для прав індіанців на землю, якщо американці отримають перемогу.
Відносини самого Бранта з англійцями були напруженими. У Джона Батлера, який керував індіанським департаментом за відсутності Ґая Джонсона, стосунки з Брантом не склалися. Брант відчував зверхність Батлера, а друг Бранта Деніел Клаус запевнив його, що поведінка Батлера була зумовлена «ревнощами та заздрістю» до харизматичного Бранта. Наприкінці грудня Брант був у форті Ніаґара. Всю зиму він мандрував від села до села в конфедерації, закликаючи ірокезів вступити у війну як британських союзників. Багато ірокезів заперечували Брантові. Зокрема, представники племен онейда і тускарора зустріли Бранта неприязно. Луїс Кук, лідер ірокезів, який підтримував повсталих американських колоністів, став довічним ворогом Бранта.
Повний склад Великої Ради Шістьох Націй раніше прийняв рішення про політику нейтралітету в Олбані в 1775 році. Вони вважали Бранта другорядним військовим вождем, а ірокезів — відносно слабким народом. Розчарований, Брант повернувся в Онокваґу навесні, щоб набрати незалежних воїнів. Кілька жителів села Онокваґа приєдналися до нього, але в травні йому вдалося завербувати лоялістів, які хотіли помститися повстанцям. Ця група стала відомою як волонтери Бранта. Добровольці Бранта складалися з кількох воїнів-ірокезів і тускарорів і 80 білих лоялістів. Пакстон зазначає, що те, що білі лоялісти віддали перевагу воювати під командуванням вождя ірокезів, який не міг заплатити чи озброїти їх, було ознакою харизми та слави Бранта, а в той же час те, що лише кілька ірокезів приєдналися до нього, відображало загалом нейтралістські нахили більшість Шістьох Націй. Більшість чоловіків серед Волонтерів Бранта були білими.
У червні він привів їх до Унаділли, щоб отримати припаси. Там він зіткнувся з 380 чоловіками ополчення округу Трайон на чолі з Ніколасом Геркімером. Переговори з Геркімером, палатином, який колись був сусідом і другом Бранта, спочатку були дружніми. Однак начальником штабу Геркімера був полковник Ебенезер Кокс, зять заклятого ворога Бранта Клока, і він постійно робив Бранту расистські зауваження, що в якийсь момент змусило воїнів-ірокезів Бранта потягнутися до їхньої зброї. Брант і Геркімер змогли розрядити ситуацію, коли Брант попросив своїх воїнів вийти назовні, а Геркімер так само сказав Коксу залишити кімнату. Геркімер попросив, щоб ірокези залишалися нейтральними, але Брант відповів, що індіанці будуть вірними королю.

### Північний похід

#### Служба військовим лідером, 1777–78 і «Монстр Брант»
У липні 1777 року Рада Шістьох Націй вирішила відмовитися від нейтралітету та вступити у війну на боці Великої Британії. Чотири з шістьох націй обрали цей шлях, а також деякі члени племен онейда та тускарор, які в іншому випадку об'єдналися з повстанцями. Брант не був присутній, але був глибоко засмучений, коли дізнався, що шість націй розпалися на дві, причому онейди і тускарори підтримали американців, а ірокези, онондаґа, каюґа і сенека вибрали британців. Сайенкераґта і Корнплантер були названі військовими керівниками конфедерації. Ірокези раніше зробили Бранта одним зі своїх військових вождів; вони також вибрали Джона Дезеронто.
У липні Брант повів своїх добровольців на північ, щоб з'єднатися з Баррі Сент-Леже у форті Освеґо. План Сент-Леже полягав у тому, щоб спуститися вниз по течії, на схід по долині річки Могавк, до Олбані, де він зустрінеться з армією Джона Берґойна, який ішов від озера Шамплейн і верхів'їв річки Гудзон. Експедиція Сент-Леже припинила облогу форту Стенвікс. Генерал Геркімер підняв ополчення округу Тріон, яке складалося переважно з пфальцців, щоб відправитися на допомогу форту Стенвікс, а Моллі Брант передала своєму братові повідомлення про план Геркімера. Брант відіграв важливу роль у битві під Орискани, де американська експедиція була зупинена 6 серпня. Коли Геркімер марширував лісом на чолі з'єднання з 800 осіб, вони потрапили в засідку лоялістів, які обстріляли їх зі своїх позицій у лісі. Американці твердо стояли на позиціях, і після шістьох годин бою сутичка закінчилася безрезультатно, хоча втрати американців, близько 250 загиблих, були набагато більшими, ніж втрати лоялістів. Канадський історик Десмонд Мортон описав дії воїнів-ірокезів Бранта як «знищення невеликої американської армії».
Незважаючи на те, що Брант зупинив Геркімера, великі втрати, яких зазнали лоялістські ірокези в Оріскані, призвели до того, що Шість Націй вважали битву катастрофою; для них втрата будь-якого життя була неприйнятною, що зробило загибель 60 ірокезів в Оріскані катастрофою за ірокезьким розумінням. Зрештою Сен-Леже був змушений зняти облогу, коли підійшли американські підкріплення, і Брант вирушив до основної армії Берґойна, щоб попередити його. Онейда, які виступили на боці американців разом із ополченням округу Тріон, розграбували Канаджогарі, приділяючи особливу увагу знищенню будинку Моллі Брант. Берґойн обмежив участь місцевих воїнів, тому Брант вирушив до форту Ніаґара, де його чекала сім'я, і провів зиму, плануючи кампанію на наступний рік. Його дружина Сусанна, ймовірно, померла в форті Ніаґара тієї зими. ( Кампанія Берґойна закінчилася його капітуляцією перед "патріотами" після битв під Саратоґою). Кар'єрі Бранта допоміг вплив його сестри Моллі, про яку Даніель Клаус сказав: «одне її слово [Моллі Брант] привертає більшу увагу П'яти націй, ніж тисяча від білої людини без жодного винятку». Офіцери британської армії виявили, що Моллі Брант була поганою та вимогливою, оскільки вона очікувала гарної винагороди за свою вірність Короні, але оскільки вона володіла великим впливом, вважалося, що їй варто максимально догоджати.
У квітні 1778 року Брант повернувся до Онокваґи. Він став одним із найактивніших партизанських керівників прикордонної війни. Він і його волонтери здійснили набіги на поселення повстанців по всій ірокезькій долині, викрадаючи їхню худобу, підпалюючи їхні хати та вбиваючи багатьох. Британський історик Майкл Джонсон назвав Бранта «бичем американських поселень Нью-Йорка та Пенсильванії», вважаючи його одним із найстрашніших лоялістських нерегулярних командирів у війні. Мортон писав, що бойові дії на кордоні Нью-Йорка були не стільки між американцями та британцями, скільки «жорстокою громадянською війною між лоялістами та патріотами, ірокезами та онейдами, у грубій прикордонній традиції». 30 травня Брант очолив атаку на Коблскілл. У битві при Коблскіллі Брант влаштував засідку на американські сили чисельністю 50 чоловік, що складалися з регулярних солдатів Континентальної армії та ополченців Нью-Йорка, убивши 20 американців і спаливши ферми. У вересні разом з капітаном Вільямом Колдвеллом він очолив змішані сили індіанців і лоялістів у рейді на Джерман-Флетс. Під час рейду на Джерман-Флетс Брант спалив майже все село, залишивши лише церкву, форт та два будинки, що належали лоялістам. Слава Бранта як партизанського лідера була такою, що американці приписували йому причетність до будь-якої атаки лоялістів гауденосауні, навіть якщо його не було й близько. У битві за Вайомінґ у липні сенеків звинуватили у вбивстві мирних жителів, які не брали участі в бойових діях. Хоча Бранта підозрювали в причетності, він не брав участі в цій битві, що, тим не менш, дало йому невтішний епітет «Монстра Бранта».
У вересні 1778 року війська Бранта напали на ферму Персіфера Карра, де перебували американські розвідники під керівництвом Адама Гелмера. Троє розвідників загинули. Гелмер кинувся втікати на північний схід, через пагорби, до озера Шайлер, а потім на північ до Андрустауна (поблизу сучасного Джорданвіля, штат Нью-Йорк ), де він попередив родину своєї сестри про майбутній набіг і отримав свіже взуття. Він також попередив поселенців у Колумбії та Петріс-Корнерс, більшість із яких потім втекли у безпечне місце у форті Дейтон. Коли Гелмер прибув до форту, сильно виснажений від бігу, він сказав полковнику Пітеру Беллінджеру, командиру форту, що він нарахував принаймні 200 нападників на шляху до долини (див. Атака на Джерман-Флетс). Відстань по прямій лінії від ферми Карра до форту Дейтон становить близько тридцяти миль, а звивистий і горбистий маршрут Гелмера був далеко не прямим. Кажуть, що Гелмер тоді спав 36 годин поспіль. Під час його сну, 17 вересня 1778 року, ферми області були знищені набігом Бранта. Загальна втрата майна в рейді: 63 хати, 59 комор, повних зерна, 3 млини, 235 коней, 229 рогатої худоби, 279 овець, 93 воли. Повідомляється, що під час нападу вбито лише двох чоловіків, один з яких відмовився покинути свій будинок, незважаючи на попередження.
У жовтні 1778 року підполковник Вільям Батлер на чолі з 300 континентальними солдатами та нью-йоркськими ополченцями атакував базу Бранта в Онакваґі, коли він та його добровольці були в рейді. Солдати спалили будинки, захопили худобу, вирубали фруктові дерева, знищили врожай кукурудзи. Батлер описав Онакваґу як «найкраще індіанське поселення, яке я коли-небудь бачив; по обидва боки річки було близько 40 хороших будинків, квадратні колоди, ґонт і кам'яні димарі, хороші підлоги, скляні вікна». У листопаді 1778 року Брант і його добровольці об'єднали сили з Волтером Батлером у нападі на Черрі-Веллі. Брант не любив Батлера, якого він вважав зарозумілим і зверхнім, і кілька разів погрожував покинути експедицію, щоб не спілкуватися з Батлером.
Разом з Батлером був великий контингент сенек, розлючених набігами повстанців на Онакваґу, Унаділлу та Тіоґу, а також звинуваченнями у звірствах під час битви за Вайомінґ. Загін з вогнем пройшовся через Черрі-Веллі, громаду, в якій Брант знав кількох людей. Він намагався стримати атаку, однак, за повідомленнями, під час атаки було вбито понад 30 цивільних. Кілька загиблих у Черрі-Велліі були лоялістами, як-от Роберт Веллс, якого вбили у його будинку разом із усією його родиною. Пакстон стверджує про малоймовірність факту, нібито Брант міг наказати вбити Веллса, який був його давнім другом. Американські патріоти вважали, що Брант командував різаниною у Вайомінґ-Веллі 1778 року, а також вважали його відповідальним за різанину в Черрі-Веллі. У той час прикордонні повстанці називали його «Монстром Брантом», а історії про його масові вбивства та звірства широко поширювалися. Жорстокість прикордонної війни посилила ненависть бунтівних американців до ірокезів і зіпсувала стосунки між ними на 50 років. Хоча колоністи називали вбивства індіанців «різаниною», вони вважали повсюдне знищення індіанських сіл і населення своїми силами просто частиною партизанської війни, але ірокези так само сумували за своїми втратами. Довгий час після війни ворожість до Бранта залишалася високою в долині Могок; у 1797 році губернатор Нью-Йорка надав Брантові озброєну охорону через погрози на його адресу.
Деякі історики стверджують, що Брант навпаки, старався своїми силами стримувати надмір насильства під час кампанії в Долині Могок. Вони виявили випадки, коли він виявляв співчуття, особливо до жінок, дітей і некомбатантів. Один британський офіцер, полковник Мейсон Болтон, командир форту Ніаґара, описаний у звіті серу Фредеріку Голдіманду, описав, як Брант поводився з усіма полоненими, яких він узяв, «з великою гуманністю». Полковник Ікабод Олден сказав, що він «радше волів би потрапити в руки Бранта, ніж будь-кого з них [лоялістів і торі]». Але Аллан В. Екерт стверджує, що Брант переслідував і вбив Олдена, коли полковник тікав до континентального частоколу під час нападу на Черрі-Веллі. Мортон писав: «Американська авторка, Барбара Ґреймаунт, ретельно ігнорувала більшість легенд про жорстокі звірства, приписувані рейнджерам та ірокезам, і підтвердила особисту репутацію Джозефа Бранта як загалом гуманного та терплячого полководця». Мортон писав, що образ Бранта як найманця, який нібито бореться лише за «ром і ковдри», передані йому англійцями, мала на меті приховати той факт, «що ірокези билися за свою землю», який більшість американських колоністів того часу «рідко визнавали» факт, що індіанці мали реальні підстави володіти своєю землею». У міру того, як війна тривала і ставала дедалі непопулярнішою в Британії, противники війни у Великій Британії використовували історію про «монстра Бранта» як спосіб нападу на прем'єр-міністра, лорда Норта, аргументуючи використання Короною «дикого» військового вождя ірокезів як свідчення аморальності політики лорда Норта. Оскільки Брант був ірокезом, а не британцем, антивоєнним політикам у Британії було легше зробити його символом усього, що було не так з урядом лорда Норта. Це пояснює, чому парадоксальним чином історія про «Монстра Бранта» була популярна на обох сторони Атлантики.
Підполковник Континентальної армії Вільям Стейсі був найвищим офіцером, захопленим Брантом та його союзниками під час різанини у Черрі-Веллі. Кілька сучасних оповідань розповідають про те, як ірокези роздягли Стейсі та прив'язали його до стовпа, готуючись до ритуальних тортур і страти ворожих воїнів за звичаєм ірокезів. Брант втрутився і пощадив його. Деякі звіти говорять, що Стейсі був масоном і звернувся до Бранта на цій підставі, домігшись його втручання в інтереси товариша-масона. Екерт, історик та історичний романіст, припускає, що інцидент зі Стейсі «містить більше романтики, ніж фактажу», хоча він не надає жодних документальних підтверджень протилежного.
Взимку 1778–1779 рр. померла дружина Бранта Сусанна, залишивши на ньому відповідальність за виховання їхніх двох дітей, Іссака та Крістіни. Брант вирішив залишити дітей у Каніенке, вирішивши, що прикордонний форт не місце для дітей. Для Бранта перебування далеко від дітей, коли він брав участь у бойових діях, було джерелом багатьох емоційних переживань.

#### Офіцер, 1779 рік
У лютому 1779 року Брант вирушив до Монреаля, щоб зустрітися з Фредеріком Галдімандом, військовим командиром і губернатором Квебеку. Галдіманд призначив Бранта капітаном індіанців Північної Конфедерації. Він також пообіцяв провізію, але не заплатив своїм волонтерам. Припускаючи перемогу, Галдіманд пообіцяв, що після закінчення війни британський уряд поверне ірокезам їхні землі, якими вони володіли перед початком конфлікту. Ці умови були включені до Прокламації 1763 року, Договору Форт-Стенвікс 1768 року та Квебекського акта у червні 1774 року. Галдіманд присвоїв Бранту звання капітана британської армії, оскільки він вважав Бранта найбільш «цивілізованим» із вождів ірокезів, вважаючи, що він не «дикун».
У травні Брант повернувся до форту Ніаґара, де, отримавши нову зарплату та здобич від своїх набігів, придбав ферму на річці Ніаґара, за шість миль (10 км) від форту. Для роботи на фермі та обслуговування домашнього господарства він використовував рабів, захоплених під час своїх набігів. Брант також купив рабиню, семирічну афроамериканку на ім'я Софія Бертен Пулі. Вона служила йому та його родині шість років, перш ніж він продав її англійцю на ім'я Семюель Гатт за 100 доларів. Він побудував маленьку каплицю для індіанців, які почали жити поруч. Там він також одружився втретє, з Кетрін Кроґан (як зазначено вище в розділі «Шлюб»).
Почесті та подарунки Бранта викликали заздрість серед суперницьких вождів, зокрема військового вождя Сенеки Саєнкераґта. Британський генерал сказав, що Брант «був би набагато щасливішим і мав би більшу вагу серед індіанців, яку він певною мірою втрачає, оскільки вони знають, що він отримує платню». Наприкінці 1779 року, отримавши документ на присвоєння Бранту звання полковника від лорда Жермена, Галдіманд вирішив притримати наказ, не повідомляючи Бранта.
Протягом року Брант і його загін лоялістів перетворили більшу частину Нью-Йорка та Пенсільванії на руїни, змусивши тисячі фермерів покинути регіон, який раніше був одним із найпродуктивніших сільськогосподарських регіонів східного узбережжі. Оскільки діяльність Бранта позбавляла континентальну армію продовольства, генерал Джордж Вашинґтон наказав генералу Джону Саллівану в червні 1779 року вторгнутися в Каніенке та знищити всі села гауденосауні. На початку липня 1779 року британці дізналися про плани великої американської експедиції в країну ірокезів сенеки. Щоб зірвати плани американців, Джон Батлер послав Бранта та його волонтерів на пошуки провізії та збору розвідданих у верхів'ях річки Делавер біля Мінісінка, Нью-Йорк. Зупинившись біля Онакваґи, Брант атакував і розгромив американське ополчення в битві при Мінісінку 22 липня 1779 року. Проте рейд Бранта не зміг завадити планам Континентальної армії.
Під час експедиції Саллівана Континентальна армія скерувала великі сили вглиб території ірокезів, щоб атакувати воїнів і, що важливо, знищити їхні села, посіви та запаси їжі. Волонтери Бранта переслідували, але не змогли зупинити Саллівана, який знищував усе на своєму шляху, спаливши 40 сіл і 160 000 бушелів кукурудзи. Гауденосауї досі називають Вашинґтона «Руйнівником поселень» за експедицію Саллівана. Коли Брант побачив спустошену землю Каніенке, він написав у листі до Клауса: «Тепер ми починаємо вчитись, яку долю готують нам, людям Довгого дому». Брант та ірокези зазнали поразки 29 серпня 1779 року в битві при Ньютауні, єдиному великому конфлікті експедиції. Континентали Саллівана знищили весь опір ірокезів у Нью-Йорку, спалили їхні села та змусили ірокезів відступити до форту Ніаґара. Брант зимував у форті Ніаґара в 1779–80 роках. Щоб уникнути експедиції Саллівана, близько 5000 сенек, каюґ, ірокезів і онондаґа втекли до форту Ніаґара, де вони жили в бідності, не маючи притулку, їжі та одягу, через що багато хто помер протягом зими.
Брант тиснув на британську армію, щоб вона надавала більше ресурсів для його народу, водночас він знайшов час, щоб одружитися втретє. Третя дружина Бранта, Адонвентішон, була матір'ю з клану ірокезів, займала величезну владу в суспільстві гауденосауеї, і вона багато зробила, щоб згуртувати підтримку для свого чоловіка. Галдіманд вирішив позбавити Бранта звання полковника британської армії, до якого він був підвищений, вважаючи, що таке підвищення образить інших вождів лоялістів гауденосауї, особливо Саєнґараґта, який вважав Бранта вискочкою, а не найкращим воїном, тож він залишив його у званні капітана. Капітан Брант робив усе можливе, щоб нагодувати близько 450 цивільних ірокезів, які були передані Джонсоном під його опіку, що спричинило напругу з іншими офіцерами британської армії, які скаржилися, що Бранту «важче догодити, ніж будь-якому іншому вождю», оскільки він вперто не приймав відмови, вимагаючи їжі, притулку та одягу для біженців. Одного разу Брант вступив у бійку зі співробітником індіанського департаменту, якого він звинуватив у недостатніх зусиллях, щоб нагодувати голодуючих ірокезів.

#### Поранення і служба в районі Детройта, 1780–1783
На початку 1780 року Брант відновив невеликі напади на американські війська та білих поселенців у долинах річок Могок і Сасквеганна. У лютому 1780 року він зі своєю групою вирушив і в квітні напав на Гарперсфілд. У середині липня 1780 року Брант напав на село онейда Канонвалогале, оскільки багато жителів нації воювали як союзники американських колоністів. Рейдери Бранта знищили будинки онейд, коней і посіви. Деякі з онейд здалися, але більшість знайшли притулок у форті Стенвікс.
Рухаючись на схід, війська Бранта атакували поселення по обидва боки річки Могок: Канаджогарі на півдні та Форт-Планк. Він спалив своє колишнє рідне місто Канаджогарі, оскільки воно було знову окуповане американськими поселенцями. Коли рейдери поверталися в долину, вони розділилися на менші загони, атакуючи Шогарі, Черрі-Веллі та Джерман-Флетс. Об'єднавшись із рейнджерами Батлера та Королівським полком Нью-Йорка, загін Бранта взяв участь у третьому великому рейді на долину Могавк, де вони знищили хати та посіви поселенців. У серпні 1780 року під час рейду Королівського королівського полку Нью-Йорка в долині Могавк було спалено близько 150 000 бушелів пшениці. Брант був поранений у п'яту в битві при Клокс-Філді.
У квітні 1781 року Бранта відправили на захід до форту Детройт, щоб допомогти захиститися від експедиції віргінського Джорджа Роджерса Кларка до краю Огайо. У серпні 1781 року Брант розгромив загін Кларка, захопивши близько 100 американців і поклавши край американській загрозі Детройту. Лідерство Бранта було високо оцінене офіцерами британської армії, які характеризували його як розумного, харизматичного та дуже хороброго командира. Він був поранений у ногу і провів зиму 1781–82 в форті. Протягом 1781 і 1782 років Брант намагався зберегти вірність західних ірокезських племен Короні до і після капітуляції британців під Йорктауном у жовтні 1781 року.
У червні 1782 року Брант і його індіанці вирушили до форту Освеґо, де допомогли у відбудові укріплень. У липні 1782 року він із 460 ірокезами здійснив набіг на форти Геркімер і Дейтон, але не завдали серйозної шкоди американцям. До 1782 року в Нью-Йорку залишалося небагато об'єктів для руйнування, і під час рейду війська Бранта вбили 9 чоловіків і захопили трохи худоби. Десь під час рейду він отримав листа від губернатора Галдіманда, який оголосив про мирні переговори, відкликав війну та наказав припинити військові дії. Бранта сердила британська політика «без наступальної війни» як зрада ірокезів, і він закликав індіанців продовжувати війну, але вони не могли цього зробити без британських поставок.
Інші події в Новому Світі та Європі, а також зміни в британському уряді призвели до перегляду британських національних інтересів на американському континенті. Нові уряди визнали своїм пріоритетом вивести Британію з чотирьох взаємопов'язаних воєн, при чому в найкоротший термін. Через тривалий і трудомісткий процес між березнем і кінцем листопада 1782 року буде укладено попередній мирний договір між Великою Британією та Америкою; який став чинним після схвалення Конгресом Конфедерації 15 квітня 1783 року. У травні 1783 року озлоблений Брант, дізнавшись про Паризький договір, написав: «Англія продала індіанців Конгресовцям». На превелике розчарування Бранта, у Паризькій угоді не тільки не було згадки про гауденосауні, але й британські учасники переговорів дотримувалися точки зору, що ірокезам доведеться домовитися про свій власний мирний договір з американцями, які, як знав Брант, були мстивими проти нього. Як і всі індіанці, які воювали за Корону, Брант відчув глибоке почуття зради, коли дізнався про Паризький договір, скаржачись, що британські дипломати в Парижі нічого не зробили для індіанських лоялістів. Майже цілий наступний рік минув, перш ніж інші іноземні сторони конфлікту підписали договори 3 вересня 1783 року, які були ратифіковані Конгресом 14 січня 1784 року, і формально завершили Війну за незалежність США.
Американська війна за незалежність відома гауденосауні як «Вихор», який призвів до того, що багатьох із них було вигнано з Каніенке до Канади, а рішення Джозефа та Моллі Брант залишитися лояльними до Корони як найкращий спосіб зберегти землі гауденосауні і спосіб життя був суперечливим, і багато істориків гауденосауні вважали, що нейтралітет був би для них кращим рішенням. Проте Пакстон зазначив, що після війни Сполучені Штати нав'язали договори, які змусили тускарор та онейд, які воювали за Сполучені Штати, віддати більшу частину своїх земель білим поселенцям; тож Пакстон стверджував, що якби всі шість націй воювали за Сполучені Штати або залишалися нейтральними, вони все одно втратили б більшу частину своєї землі. У цьому контексті Пакстон писав, що рішення братів і сестер Брантів у 1775 році підтримати Корону, яка принаймні пообіцяла поважати права гауденосауні на землю, було найбільш раціональним за цих обставин.

## Після війни

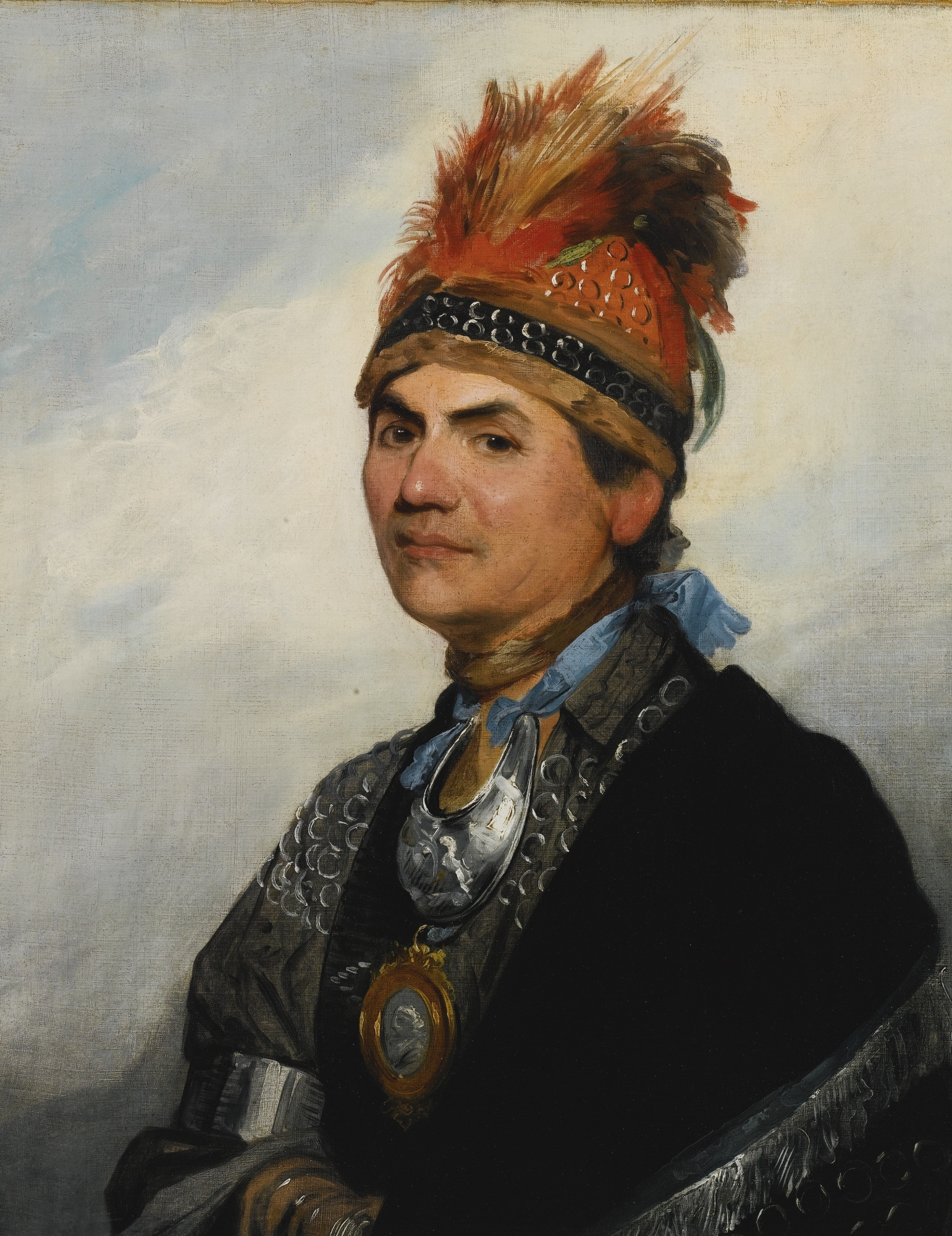
Джозеф Брант, намальований у Лондоні Гілбертом Стюартом у 1786 році

Припиняючи конфлікт за допомогою Паризького договору (1783), Британія прийняла американську вимогу щодо повернення кордону з Британською Канадою до свого місця після Семирічної війни з Францією в 1763 році, а не як перегляд Квебекського акту, як передбачали війни з колоністами. Різниця між двома лініями полягала в усій території на південь від Великих озер, на північ від річки Огайо та на схід від Міссісіпі, де Шість Націй і західні індіанські племена раніше були визнані суверенними. Для американців ця територія стала Північно-Західною територією, з якої пізніше утворилося шість з половиною нових штатів. Незважаючи на те, що британські обіцянки захистити територію ірокезів були важливим чинником у рішенні Шістьох Націй об'єднатися з британцями, вони були гірко розчаровані, коли Британія поступилася територією і визнала територію частиною новостворених Сполучених Штатів. Лише через кілька тижнів після остаточного підписання договору американський Конгрес 22 вересня виклав своє бачення цих індіанських земель у Прокламації Конгресу Конфедерації 1783 року; яка забороняла анулювати власність на землі аборигенів у Сполучених Штатах без згоди федерального уряду, і була похідною від політики Британської прокламації 1763 року.
Статус Бранта як успішного військового лідера, який користувався популярністю серед воїнів, його стосунки з різними британськими чиновниками та його шлюб з Адонвентішон, клановою матір'ю клану черепах, зробили його речником свого народу, і Брант став більш могутнім лідером після війни, ніж  він був під час війни. У 1783 році Брант проконсультувався з губернатором Галдімандом щодо земельних питань індіанців, а наприкінці літа 1783 року Брант вирушив на захід і допоміг розпочати формування Західної конфедерації. У своїх промовах під час поїздки Брант виступав за паніндіанізм, кажучи, що якщо народи перших націй будуть триматися разом, то американців можна буде тримати на відстані, використовуючи британців як важіль проти  американців. Брант стверджував, що якщо всі індіанці зберуться разом для мирних переговорів зі Сполученими Штатами, тоді вони отримають кращі умови, оскільки він стверджував, що індіанці повинні довести американцям, що вони не є «завойованими народами». У серпні та вересні він був присутній на зборах єдності в районі Детройта, а 7 вересня в Ловер-Сандускі, штат Огайо, був головним доповідачем на індіанській раді, на якій були присутні віандоти, ленапе, шауні, черокі, оджибве, оттава та мінґо. Ірокези та 29 інших індіанських народів погодилися захищати лінію кордону з європейськими поселенцями за договором Форт-Стенвікс 1768 року, відмовивши будь-якій індіанській нації самостійно поступитися будь-якою землею без загальної згоди всіх. У той же час Брант у своїх переговорах з Галдімандом намагався створити нову батьківщину для ірокезів. Спочатку новою батьківщиною мала бути затока Квінте, але Брант вирішив, що йому потрібна долина Ґранд-рівер. Галдіманд не хотів віддавати долину річки Ґранд ірокезам, але оскільки багато воїнів годеносауні відкрито погрожували напасти на британців, яких вони звинуватили в зраді через піідписання ними Паризького договору, Галдіманд хотів зберегти лояльність Бранта, найбільш про-британського серед усіх вождів
Брант перебував у Форт-Стенвікс від кінця серпня до вересня для початкових мирних переговорів між Шістьма Націями та офіційними особами штату Нью-Йорк, але він не був присутнім на пізніших переговорах щодо укладення договору, які відбулися там з комісарами Континентального конгресу в жовтні. Брант висловив надзвичайне обурення, дізнавшись, що комісари затримали як заручників кількох видатних лідерів Шістьох Націй і відклав свою заплановану поїздку до Англії, домагаючись їх звільнення. Договір у Форт-Стенвіксі був підписаний 22 жовтня 1784 року, щоб служити мирним договором між американцями та ірокезами, але він змусив відступити більшість земель ірокезів, а також велику частину земель інших племен на заході та півдні. Деякі резервації були створені для онейд та тускарорів, які були союзниками американських повстанців.
За наполяганням Бранта і через три дні 25 жовтня 1784 року Галдіманд оголосив про надання землі для резервату ірокезів на річці Ґранд-Рівер у західній частині провінції Квебек (сучасне Онтаріо ). Пізніше восени, на раді в Баффало-Крік, кланові матрони вирішили, що Шість Націй повинні розділитися, причому половина отримає грант Галдіманда, а інша половина залишиться в Нью-Йорку. Починаючи з жовтня 1784 року, Брант керував поселенням ірокезів у долині річки Ґранд, де оселилися близько тисячі восьмисот осіб. У новому поселенні Брантс-Таун (сучасний Брантфорд, Онтаріо) Брант поселив ірокезів у двокімнатні зруби, а центром громади була місцева англіканська церква Святого Павла. Брант побудував власний будинок у Брантс-тауні, який був описаний як «гарний двоповерховий будинок, побудований за манерою білих людей. У порівнянні з іншими будинками, його можна назвати палацом». Будинок Бранта мав білу огорожу, спереду майорів прапор Союзу, а всередині, за свідченнями, було повно «фарфорового посуду, вишуканих меблів, англійської постелі і добре укомплектований бар алкогольних напоїв». Британський історик Майкл Джонсон описав спосіб життя англофіла Бранта на березі Ґранд-Рівер, як «щось у стилі англійського сквайра». Глибоко зацікавлений англіканською церквою, Брант використовував свій вільний час, перекладаючи Євангеліє від Святого Марка з англійської на ірокезьку мову. У нього було близько двадцяти білих і чорних слуг і рабів. Брант вважав, що уряд робить забагато шуму проти рабства, оскільки в індійській практиці полонених зазвичай використовували як слуг. Він мав хорошу ферму змішаних культур, а також тримав велику рогату худобу, овець і свиней. Певний час він володів 40 чорношкірими рабами.
Брант ностальгував за Каніенке, і, наскільки це було можливо, він намагався відтворити світ, який він залишив, у новому поселенні в долині Ґранд-Рівер. У рамках зусиль Бранта відтворити Каніенке в долині річки Ґранд, він безуспішно намагався переконати всіх гауденосауні, які виїхали у вигнання до Канади, переселитися в долину річки Ґранд. Багато з гауденосауні, які пішли у вигнання, вважали за краще прийняти британську пропозицію на землі в затоці Квінте, яка була далі від Сполучених Штатів. Серед ірокезів зберігався традиційний поділ між мешканцями міста Тіонондероґе та мешканцями міста Канаджогарі, причому більшість ірокезів-тіонондероґе віддавали перевагу затоці Квінте, а не долині річки Ґранд. Брант не перешкоджав білим селитися навколо долини Ґранд-Рівер, і на початку кожного травня Брант організовував зустріч ветеранів-лоялістів із Нью-Йорка. У місті Бранта ветерани волонтерів Бранта, індіанського департаменту та рейнджерів Батлера збиралися, щоб згадати свої військові заслуги, тоді як Брант та інші колишні офіцери виступали з промовами перед ветеранами; у програмі цих зустрічей багато уваги приділялось танцям, випивці та кінним перегонам.
Хоча долина річки Ґранд була віддана ірокезам, Брант дозволив білим ветеранам добровольців Бранта оселятися на його землях. Найпершими білими поселенцями на острові Гранд були Гендрік Неллес і його родина; брати Гафф, Джон і Гендрік; Адам Янґ і його родина, а також Джон Докстедер, усі ветерани добровольців Бранта, яких Брант запросив оселитися. Брант мав спробувати відтворити «родинну географію» Каніенке вздовж ґранд-Рівер, оскільки сім'ї, яким він дозволив оселитися біля Гранд Рівер, були його сусідами в Каніенке до війни. Брант дав в оренду в середньому 400 акрів колишнім лоялістам уздовж річки Ґранд, що стало важливим джерелом доходу для ірокезів, а також відтворювало мультирасовий і мультикультурний світ, у якому Брант виріс. Не всі ірокези оцінили готовність Бранта дозволити білим ветеранам оселитися в долині річки Гранд, а двоє ветеранів-ірокезів, Аарон та Іссак Гілл, погрожували на зборах громади вбити Бранта за те, що він «привів білих людей до поселення на їхніх землях», що закінчилося Гіллсовим переїздом до затоки Квінте. Пекстон писав, що європейські та американські письменники, які походили з патріархальної культури, майже повністю ігнорували кланових матерів і прагнули надавати ірокезським старостам, ораторам і сахемам набагато більшу владу, ніж вони мали, то ж фактична влада Бранта дуже перебільшена. Проте Пакстон зауважив, що те, як такі критики, як Гіллс, атакували Бранта як автора певної політики, «наводить на думку, що Брант не був порожньою посудиною. Швидше, він перетворив свої альянси військового часу на широку коаліцію мирного часу, здатну просувати конкретну програму". До загального подиву, Моллі Брант не оселилася в місті Бранта, а оселилася в Кінґстоні. Моллі хотіла надати найкращу освіту своїм вісьмом дітям, і вважала, що в Кінґстоні кращі школи, ніж ті, що були в поселенні, яким керував її брат.
У листопаді 1785 року Брант поїхав до Лондона, щоб попросити у короля Георга III допомоги в захисті Індіанської конфедерації від нападу американців. Уряд призначив Бранту щедру пенсію і погодився повністю компенсувати збитки могокам, але вони не дали обіцянки примиритися з конфедерацією. (На відміну від угоди, яку отримали ірокези, лоялісти отримали компенсацію лише за частину втраченого майна). Корона пообіцяла виплатити ірокезам близько 15 000 фунтів стерлінгів і виплатити пенсії Джозефу та його сестрі Моллі за їхні військові заслуги. Під час свого перебування в Лондоні Брант відвідував бали-маскаради, фрік-шоу, обідав із розпусним принцом Уельським і закінчив англіканський молитовник ірокезів, який розпочав ще до війни. Він також здійснив дипломатичну поїздку до Парижа, повернувшись до Квебеку в червні 1786 року.
Після повернення Брант був помітно більш критичним щодо британців, наприклад, назвавши міністра колоній, лорда Сіднея, «дурним тупаком», який не розуміє ірокезів. У той же час стосунки Бранта з Джоном Джонсоном погіршилися, оскільки Джонсон став на сторону Гіллза проти земельної політики Бранта вздовж долини Ґранд-Рівер. У грудні 1786 року Брант разом із лідерами націй шауні, ленапе, маямі, віандот, оджибве, оттава та потаватомі зустрілися в селі Віандот у Браунстауні та відновили конфедерацію на Заході часів війни, звернувшись до американського уряду із заявою про те, що річка Огайо є межею між ними та білими. Тим не менш, незважаючи на зусилля Бранта укласти угоду, сприятливу для конфедерації Браунстауна і британських інтересів, він також був би готовий пізніше піти на компроміс зі Сполученими Штатами. У 1789 році дрібний випадок загострив стосунки Бранта з британцями. Брант спробував увійти у форт Ніаґара зі зброєю в руках, і вартовий сказав йому, що як індіанцеві, йому доведеться скласти зброю. Обурений Брант відмовився, сказавши, що як вождь воїнів-ірокезів і як офіцер британської армії, він триматиме свою зброю при собі, після чого комендант форту Ніаґара дав згоду, щоб Брант увійшов зі своєю зброєю. Тим не менш, інцидент залишив гіркий присмак, оскільки Брант відзначив, що нікого з інших офіцерів британської армії не просили здати зброю, заходячи до форту. Починаючи з 1790 року, Брант планував продати більшу частину землі вздовж ґранд-Рівер, наданої прокламацією Галдіманда, і використати гроші від продажу для фінансування модернізації громади Гауденосауні, щоб забезпечити їм рівне становище з європейським населенням.
У 1790 році, після того, як американці напали на Західну Конфедерацію під час Північно-Західної індійської війни, відправивши генерала Джозаю Гармара керувати експедицією, племена-члени попросили Бранта та Шість Націй вступити у війну на їхньому боці. Брант відмовився; натомість він попросив лорда Дорчестера, нового губернатора Квебеку, про допомогу Великої Британії. Дорчестер також відмовився, але пізніше в 1794 році він надав індіанцям зброю та провіант. Після поразки генерала Гармара в 1790 році від рук Малої Черепахи Сполучені Штати зацікавилися посередництвом Бранта, оскільки військовий міністр Генрі Нокс написав кілька листів Бранту з проханням переконати Малу Черепаху із Західної Конфедерації скласти зброю. Поразка Гармара довела уряду США, що індіанці Північного Заходу не були «завойованими народами», і для того, щоб підпорядкувати їх США, потрібна війна. Брант перебільшував свій вплив на Західну Конфедерацію у своїх листах до офіційних осіб США, знаючи, що якщо американці залицяються до нього, то британці так само вдадуться до жестів, щоб зберегти його лояльність. Брант намагався відродити традиційну систему дипломатії, щоб зміцнити позиції своїх народів. Однак Брант знав, що британці не бажають йти на війну зі Сполученими Штатами, щоб врятувати Західну Конфедерацію, і його позиція була не такою сильною, як здавалося.
Як посередник, Брант запропонував американцям припинити біле поселення на більшості земель на захід від річки Огайо, водночас порадивши Західній Конфедерації вести переговори з американцями, сказавши, що після поразки Гармара вони взяли верх і настав час домовитися про мир до того, як американці стягнуть більше військових сил на Старий Північний Захід. Брант також порадив американцям вести переговори із Західною Конфедерацією в цілому, а не з окремими племенами, і в той же час використав свої переговори з американцями, щоб переконати британців, що вони повинні поважати права перших націй на землю у Верхній Канаді. Народи Північного Заходу часто мали складні стосунки з ірокезами в минулому, і в першу чергу були зацікавлені в тому, щоб заручитися допомогою Бранта, щоб залучити британців до війни на їхньому боці. У червні 1791 року представники Західної конфедерації публічно закликали Бранта «взяти в руки сокиру» проти американців, і через відмову його вплив, яким би він не був, на Західну конфедерацію припинився назавжди. Хоча Брант попереджав Західну Конфедерацію, що вони ведуть війну, на перемогу в якій вони не сподіваються, у листопаді 1791 року Мала Черепаха завдав нищівної поразки американському генералу Артуру Сент-Клеру, після чого Брант виглядав одночасно боягузом і дурнем. Після поразки Сент-Клера Мала Черепаха надіслав Бранту скальп Річарда Батлера, що був одним з індіанських уповноважених США, які вели переговори про договір Форт-Стенвікс, разом із повідомленням: «Ти, вождь ірокезів, що ти робиш? Час був, коли ти підбурив нас до війни і сказав нам, що якщо всі індіанці приєднаються до короля, вони будуть щасливими людьми і стануть незалежними за дуже короткий час, ти змінив свій голос і пішов спати, і залишив нас у біді». На північному заході було широко відомо, що серед воїнів-переможців Сен-Клера, були шауні, маямі, оттава, віандоти, чіппева, потаватомі, черокі, мінґо та лепнаї, але не було жодного представника Шістьох Націй.
У 1792 році американський уряд запросив Бранта до Філадельфії, тодішньої столиці Сполучених Штатів, де він вперше зустрівся з президентом Джорджем Вашинґтоном і його кабінетом. Американці запропонували йому велику пенсію та резервацію в північній частині штату Нью-Йорк для ірокезів, щоб спробувати заманити їх назад. Брант відмовився, але Пікерінґ сказав, що Брант насправді отримав певні платежі готівкою. Пізніше в 1794 році Вашинґтон приватно сказав Генрі Ноксу «відкупити капітана Бранта практично будь-якою ціною», щоб уникнути подальшого конфлікту з Брантом і ірокезами. Перебуваючи у Філадельфії, Брант спробував досягти компромісного мирного врегулювання між Західною Конфедерацією та американцями, але зазнав невдачі. У 1793 році Брант виступив на засіданні ради Західної конфедерації, де він запропонував прийняти американські поселення на північ від річки Огайо, виключивши біле населення на решті землі на захід від Огайо як ціну миру. Пропозицію Бранта провалили при голосуванні, і збори вождів оголосили, що відсутність білих поселень на захід від Огайо є єдиною умовою миру, яку вони готові прийняти. Війна тривала, і в 1794 році індіанці зазнали поразки в битві при Фоллен-Тімберз. Єдність Західної Конфедерації було порушено Ґрінвілльським мирним договором 1795 року. Поразка Західної Конфедерації призвела до того, що американці втратили інтерес до Бранта як до посередника, і його спроби зіграти на протистоянні британців та американців зазнали краху.
Брант часто конфліктував з генералом Джоном Ґрейвсом Сімко, губернатором Верхньої Канади. У 1791 році, після напруженості між франкофонами та англофонами, провінція Квебек була розділена на дві нові колонії, Нижню Канаду (сучасний південний Квебек) і Верхню Канаду (сучасне Південне Онтаріо). Брант почав продавати частину землі, якою він володів уздовж Ґранд-Рівер, британським поселенцям з наміром інвестувати прибуток у траст, який зробить Шість Націй економічно та політично незалежними від британців. Сімко саботував плани Бранта, оголосивши, що Шість Націй мають право продавати землю лише Короні, яка потім перепродасть її білим поселенцям. 14 січня 1793 року Сімко видав «патент» до Галдімандської прокламації, в якому стверджувалося, що землі Бранта не простягаються до початку Ґранд-Рівер, як було зазначено в Галдімандській прокламації, і що Гауденосауні не має законного права продавати або здавати в оренду свою землю приватним особам, а натомість мати справу лише з Короною. Брант відхилив патент Сімко, заявивши, що Сімко не мав права змінювати проголошення Галдіманда; Питання про те, чи володіли ірокези всіма землями від початку Ґранд-Рівер до її гирла, чи ні, станом на 21 століття все ще є частиною триваючої земельної суперечки. Сімко виправдовував свій «патент» посиланням на Королівську прокламацію 1763 року, яка забороняла поселення білих на захід від річки Огайо, водночас надаючи індіанським племенам, що проживали на захід від Огайо, право продавати землю лише Короні, яка була кінцевим власником землі, а індіанці мали лише право «перебування». Брант знехтував «патентом» Сімко і в 1795–1796 роках продав земельні ділянки вздовж річки Ґранд, отримавши приблизно 85 000 фунтів стерлінгів разом з відсотками 5 119 фунтів стерлінгів щорічно. Сімко повторно заборонив ці продажі землі як незаконні та відмовився надати покупцям документи на землю, але він не зробив жодних зусиль, щоб виселити покупців, які продовжували володіти землею.
Коли навесні 1795 року син Бранта Іссак убив американського дезертира на ім'я Лоуелл, який оселився в громаді ірокезів у Ґранд-Рівері, Сімко наполягав на тому, що Корона має верховну владу у Верхній Канаді, і Іссаку Бранту доведеться постати перед судом за вбивство у Верхній Канаді. Канадський суд судитиме його згідно з англійським законодавством. Брант, навпаки, наполягав на тому, що Шість Націй були суверенними на своїх землях на Ґранді, і його син постане перед правосуддям у традиційному суді над ірокезами перед старійшинами громади, заперечуючи, що Сімко мав законне право судити будь-яких ірокезів. Питання про те, чи Шість Націй були суверенними на своїх землях, окрім території, прилеглої до Ґранд-Рівер, як наполягав Брант, чи володіли обмеженим суверенітетом, підпорядкованим владі Корони, як стверджував Сімко, провадило до головного питання про те, чи судити Іссака Бранта мав суд Верхньої Канади, чи старійшини народів могок, і дії Бранта були додатково мотивовані бажанням захистити свого сина. Сімко погрожував викликати ополчення Верхньої Канади, щоб силою захопити Ісака Бранта, коли його батько відмовився видати його, але його скасував лорд Дорчестер, який сказав Сімко, що вбивство одного дезертира з армії США навряд чи варте війни з Шістьма Націями, особливо тому, що Британія на той час перебувала у стані війни з революційною Францією. Брант відповів на погрозу Сімко закликати міліцію Верхньої Канади, що «буде видно, хто матиме більше впливу на міліцію, і що губернатор не зможе змусити її діяти проти нього». Більшості білих поселенців уздовж Ґранд-Рівер Брант дав свої землі, і багато чоловіків воювали з ним під час Війни за незалежність, і Брант вірив, що вони не виступатимуть проти нього, якщо справа дійде до розборок із Сімко. У 1798 році моравський місіонер, який подорожував уздовж річки Ґранд, писав, що «всі поселенці перебувають у васальній залежності від нього [Бранта]».
Проблема несподіваним чином вирішилася пізніше того ж року, коли під час роздачі подарунків від Корони вождям ірокезів у Гед-оф-Лейк (сучасний Берлінґтон, Онтаріо) Іссак напився у місцевій кнайпі й почав ображати свого батька. Джозеф Брант випадково був в сусідній кімнаті, і, почувши, що говорить Іссак, увійшов і наказав синові замовкнути, нагадавши йому, що образа батьків є серйозним порушенням ввічливості для ірокеза. Коли нетверезий Іссак продовжував його клясти, Джозеф вдарив його в обличчя, після чого Іссак вихопив ножа і замахнувся на батька. В сутичці Джозеф важко поранив свого сина його власним ножем. Він відбив удар, і ніж влучив у голову Іссака, який пізніше тієї ж ночі помер від рани. Смерть сина переслідувала Бранта все його подальше життя, він відчував велику провину за скоєне.
У 1796 році Верхня Канада виявилася на межі війни з міссісаґами. У серпні 1795 року вождь міссісаґів на ім'я Вабакінін прибув до столиці Верхньої Канади  — Йорка (сучасне Торонто, Онтаріо) зі своєю родиною. Британський солдат, рядовий Чарльз Маккуен, маючи романтичні стосунки з сестрою Вабакініна, ліг у її ліжко, не вважаючи за потрібне ставити Вабакініна до відома про перебування під його дахом. Коли Вабакінін прокинувся справити нужду після ночі сильної пиятики, він побачив незнайомого голого білого чоловіка зі своєю сестрою, і, мабуть, припустивши, що той зґвалтував її, напав на нього. У сутичці, яка виникла, Маккуен убив Вабакініна і, незважаючи на звинувачення у вбивстві, був виправданий судом присяжних на підставі самозахисту. Міссіссаґуа були розлючені вироком і погрожували війною, якщо Маккуен не видадуть їм, щоб судити за індіанським звичаєм, - цю вимогу Корона відхилила.
Незважаючи на їхні розбіжності з Брантом щодо продажу землі в долині річки Ґранд, Корона звернулась до нього про допомогу, і Брант відвідав міссісаґів, щоб подискутувати про мирову угоду, переконуючи їх прийняти вердикт. Він нагадав їм, що за законом міссісаґів самозахист також виправдовує вбивцю, і навіть сестра Вабакініна заявила, що секс був за згодою, й вона сама намагалася зупинити свого брата, коли він напав на Маккуена, кричачи, що її не ґвалтували, але він її не слухав. Історично гауденосауні та міссісаґа були ворогами з Шістьма Націями, які висміювали міссісаґів як «людей-риб» (натяк на звичай міссісаґів натирати свої тіла риб'ячим жиром), і тому Брант мав проявити всю свою харизму та чарівність, щоб переконати міссісаґів не починати війну з Короною, як вони погрожували. Згодом Брант зміг укласти союз із міссісаґами, причому чоловіки останніх взяли за моду голити волосся, роблячи характерну зачіску, в народі відому як «ірокез». Губернатор Верхньої Канади Пітер Рассел відчув загрозу з боку паніндіанського альянсу, сказавши офіційним особам індійського департаменту «розпалювати будь-які існуючі ревнощі між чіппева [міссісаґа] та Шістьма Націями та запобігати ...будь-якому з'єднанню чи порозумінню між цими двома племенами». Зі свого боку, Брант скаржився Расселу, що «моя щира прихильність [до Британії] зруйнувала інтереси моєї нації».
На початку 1797 року Брант знову поїхав до Філадельфії, щоб зустрітися з британським дипломатом Робертом Лістоном і урядовцями Сполучених Штатів. У промові перед Конгресом Брант запевнив американців, що «ніколи більше не підніме томагавк проти Сполучених Штатів». У цей час британці воювали з Францією та Іспанією. Перебуваючи у Філадельфії, Брант також зустрівся з французьким дипломатом П'єром Огюстом Адетом, якому він заявив, «[що] запропонував би свої послуги французькому міністру Адету та відправив би своїх ірокезів, щоб допомогти здійснити революцію та скинути британський уряд у провінції». Коли Брант повернувся додому до Канади, виникли побоювання нападу Франції. Пітер Рассел писав: «Теперішній тривожний аспект справ – коли нам загрожує вторгнення французів та іспанців з Міссісіпі, а ми отримали інформацію про те, що емісарів розпорошено серед індіанських племен, щоб спонукати їх взятися за сокиру проти підданих короля». Він також написав, що Брант «лише шукає реальний привід для приєднання до французів, якщо вони вторгнуться в цю провінцію». Лондон наказав Расселу заборонити індіанцям відчужувати їхні землі. З перспективою війни, щоб заспокоїти Бранта, Рассел підтвердив продаж землі Брантом. Губернатор Рассел писав: «Нинішній критичний стан суспільних справ зобов'язує мене утримуватися від того, щоб дорікати капітанові Бранту про його поведінку, хоча в цьому випадку, вона того заслуговує».
Коли Брант прибув до Йорка в червні 1797 року з проханням, щоб Рассел підтвердив продаж землі вздовж річки Ґранд, губернатор запитав думку виконавчої ради Верхньої Канади, яка наказала йому підтвердити продаж землі. Втім, у липні 1797 року з Лондона надійшло повідомлення від міністра колоній, герцога Портлендського, яке забороняло Бранту продавати землю вздовж Ґранд-Рівер. Рассел запропонував Бранту рівноцінну угоду, яка дорівнювала б продажу землі вздовж Ґранд-Рівер, на що Брант відмовився. У доповіді до Лондона Рассел писав, що Брант «мав великий вплив не лише на своє плем'я, але й на решту п'ять націй та більшість сусідніх індіанців; і що він був дуже здатний наробити багато лиха». Щоб зберегти лояльність Бранта до Корони, Рассел уклав угоду, згідно з якою Брант мав передати землю вздовж Ґранд-Рівер Короні, яка продала її білим поселенцям, а прибуток переходив до Шістьох Націй. Потім Брант заявив: «Тепер усі вони боротимуться за короля до останньої краплі крові». У вересні 1797 року Лондон вирішив, що індіанський департамент надто прихильно ставиться до ірокезів, і передав повноваження щодо боротьби з ними віце-губернатору Верхньої Канади Расселу, чим Брант був відкрито невдоволений. Ветерани Війни за незалежність, такі як Джон Джонсон, який воював разом з Брантом, більш прихильно ставилися до зусиль Бранта зберегти незалежність свого народу, тому Лондон усунув їх від роботи з Брантом. Вільям Клаус, новий чоловік, призначений відповідати за справи індіанців у Верхній Канаді, хотів традиційних батьківських стосунків з індіанцями як підопічними Корони. 5 лютого 1798 року близько 380 000 акрів землі вздовж Ґранд-Рівер, що належала Бранту, було передано Короні, і Брант найняв юриста з Ніаґарського університету на ім'я Александер Стюарт, щоб розпоряджатися грішми від продажу землі.
Зусилля Бранта зробити Шість Націй економічно незалежними шляхом продажу землі на його величезних земельних володіннях вздовж Ґранд-Рівер почали приносити плоди, і Брант використовував ренту, щоб навчити чоловіків-ірокезів працювати ковалями, лікарями, юристами та землемірами, і будівництво будинку ради та млина. Корона була незадоволена зусиллями Бранта зробити ірокезів економічно незалежними, віддаючи перевагу традиційним відносинам патронату, коли індіанці повинні були вишикуватися в чергу, щоб отримати подарунки від Корони, і намагалася якомога більше саботувати зусилля Бранта. У той же час Брант не зміг виправдати очікування громади Гауденосауні щодо розміру прибутку від продажу землі, і багато хто відкрито казав, що Бранту слід було піти на більш жорстку угоду. У 1798 році Брант почав будувати новий будинок у Берлінґтон-Бей, відображаючи його бажання бути подалі від громади ґранд-Рівер міста Бранта, де так багато критикували його лідерство. Зокрема, Корона відмовилася дозволити Бранту здійснювати подальші продажі землі вздовж Ґранд-Рівер, тоді як п'ятеро з шістьох покупців землі, яку Брант продав у 1795–1796 рр., припинили виплати, сподіваючись володіти землею безкоштовно, поки юристи сперечалися про законність продажу. Лише друг Бранта, купець Річард Бізлі, продовжував вчасно і в повному обсязі виплачувати свої іпотечні платежі. До 1801 року Брант був обложений новим губернатором Верхньої Канади Пітером Гантером, який відмовився дозволити Бранту здійснювати подальші продажі землі вздовж ґранд-Рівер; очікувані прибутки від продажу землі 1798 р. не з'явилися; і більшість Гауденосауні вимагали, щоб Брант пішов у відставку. У 1802 році Гантер видав диплом, який забороняв Гауденосауні здавати в оренду свою землю вздовж Гранд білим поселенцям, тоді як Клаус використовував суперечку про продаж землі, щоб розпалити опозицію Бранту в громаді Гауденосауні. У той же час Гантер розірвав зв'язок між Брантом і міссісаґами, припинивши роздачу подарунків міссісаґам, коли Брант вимагав, щоб Корона заплатила міссісаґам два шилінги за акр за землю між Йорком і Гед-оф-Лейк у теперішньому місті Міссісаґа, Онтаріо, стверджуючи, що пропозиція Корони у розмірі двох пенсів за акр була набагато нижчою від вартості землі. Оскільки в озері Онтаріо міссіссаґам не вистачало живності для полювання та риболовлі, втрата подарунків від Корони стала болючим ударом, і в 1802 р. міссіссаґи усунули Бранта як свого головного агента. У 1805 році вожді міссісаґів продали Короні землю, яка зараз є Міссісаґою, за товари вартістю 1000 фунтів стерлінгів.

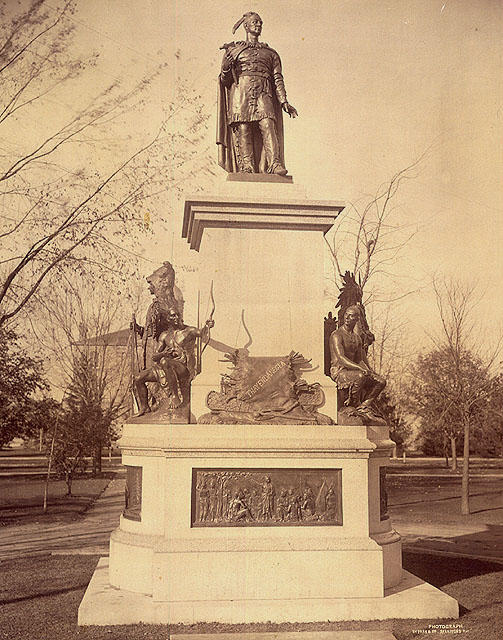
Статуя Бранта в Брантфорді, Онтаріо.

Наприкінці 1800 і на початку 1801 року Брант написав губернатору Нью-Йорка Джорджу Клінтону з проханням отримати велику ділянку землі поблизу Сандаскі, штат Огайо, яка могла б служити притулком. Він планував використовувати її для індіанців Ґранд-Рівер, якщо вони зазнають поразки. У вересні 1801 року Брант, як повідомлялося, сказав: «Він каже, що піде, але Землі Ґранд-Рівер [все ще] будуть у його руках, що ніхто не буде втручатися в це серед нас. Він каже, що британський уряд не отримає цього, але американці отримають і отримають це, Землі Ґранд-Рівер, тому що війна дуже близько до початку». У січні 1802 року Виконавча рада Верхньої Канади дізналася про цю змову, очолювану Аароном Берром і Джорджем Клінтоном, спрямовану на повалення британського правління та створення республіканської держави для приєднання до Сполучених Штатів. Вересень 1802 року, на який нібито була запланована дата вторгнення, пройшов без ускладнень, і змова зникла.
У січні 1801 року Брант дав інтерв'ю американському міністру, преподобному Елкані Голмсу про історію ірокезів. Примітним аспектом відповідей Бранта про походження Конфедерації Гауденосауні було те, що він утримувався від будь-яких згадок про надприродне чи Гаявату, і Ватгатотарго не є таким лиходієм, яким його вважають Американський історик Дуглас Бойс написав відповіді Бранта, в яких описував походження Конфедерації Ірокезів як результат раціональної державної мудрості вождів замість дії магії, припускаючи, що або Брант ігнорував надприродні аспекти історії, щоб звернутися до білої аудиторії, або те, що білі американські та канадські етнологи, антропологи та історики підсилили акцент на надприродному в історії про народження Конфедерації Гауденосауні, щоб зобразити Гауденосауні як примітивний і ірраціональний народ.
У 1804 році Брант послав свого агента і друга Джона Нортона до Лондона, щоб він зустрівся з різними британськими політиками, щоб вони дозволили Годеносауні продати свою землю прямо вздовж річки Ґранд, і нагадати їм, що Брант воював за Корону у Війні за незалежність США. Давній друг Бранта, герцог Нортумберлендський, якого він знав з 1775 року, після зустрічі з Нортоном порушив у Палаті лордів питання щодо земельної суперечки щодо Гауденосауні, заявивши, що Корона мала краще ставитися до Бранта. Клаус, який відчув загрозу через місію Нортона, організував зустріч у Буффало-Крік різних вождів сенеки, щоб засудити Бранта, і оголосив, що його тепер усунено з посади. Оскільки Брант не був вождем, було незрозуміло, з якої посади його знімають, і, крім того, лише матері клану могли скинути вождя, тому згідно з традиціями та законами Гауденосауні, рішення вождів у Баффало-Крік не було обов'язковим. Брант організував збори матерів клану, що живуть уздовж берегів Ґранд-Рівер, які підтвердили свою довіру Бранту представляти їхній народ. Клаус організував ще одну зустріч вождів Сенеки у Форт-Джордж, щоб знову засудити Бранта та стверджувати, що Нортон був лише білою людиною, яка грала індіанця. Нортон був наполовину шотландцем, наполовину черокі, і був усиновлений родиною Гауденосауні, тому згідно з їхньою традицією Гауденосауні, яка робила його ірокезом, тому твердження, що Нортон насправді був «білою людиною», було сумнівним. У липні 1806 року Брант відвідав збори у Форт-Джордж, щоб сказати Клаусу, що лише матері клану мають право звільняти посадових осіб у громаді Гауденосауні, і попросив, щоб Клаус більше не брав участі у земельному питанні, сказавши, що він не проявив доброї волі. Останній рік свого життя Брант був змушений провести в судових процесах із Клаусом, намагаючись відстоювати законне право продавати землю вздовж Ґранд-Рівер.
Брант купив близько 3 500 акрів (14 км2)   від індіанців міссіссаґа на виході затоки Берлінгтон. Лейтенант-губернатор Верхньої Канади Джон Ґрейвз Сімко не дозволяв такого продажу між індіанцями, тому він купив цю ділянку землі в міссісаґів та передав її Бранту. Близько 1802 року Брант переїхав туди і побудував особняк, який мав бути вдвічі меншою версією Джонсон-Голлу. Він мав процвітаючу ферму в колоніальному стилі в 100 акрів (0,40 км2) посівів.

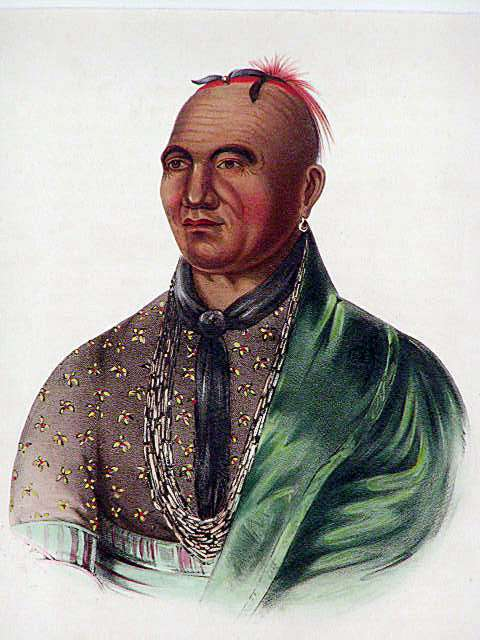
Літографія 1830-х років на основі останнього портрета Бранта, картини Езри Еймса, написаної олією на полотні 1806 року.

Джозеф Брант помер у своєму будинку на витоку озера Онтаріо (місце, що згодом стане містом Берлінґтон, Онтаріо ) 24 листопада 1807 року у віці 64 років після нетривалої хвороби. Його останні слова, сказані своєму прийомному племіннику Джону Нортону, відображають його довічну відданість своєму народу: «Пожалій бідних індіанців. Якщо ти маєш якийсь вплив на великих, постарайтеся використати його для їхнього блага».
У 1850 році його останки перенесли на 34 милі (55 км) в естафетах на плечах молодих людей з Ґранд-Рівер до могили в Її Величності Каплиці  ірокезів у Брентфорді.

### Спадок
Брант діяв як невтомний переговорник, щоб Шість Націй контролювали свою землю без нагляду або контролю Корони. Він використовував побоювання британців щодо своїх відносин з американцями та французами, щоб добитися поступок. Його конфлікти з британськими адміністраторами в Канаді щодо претензій на землю племен загострилися його відносинами з американськими лідерами.
Брант був військовим командиром, а не спадковим сахемом ірокезів. Його рішення могли бути, а іноді й скасовувалися сахемами та матронами клану. Проте його природні здібності, рання освіта та зв'язки, які він зміг створити, зробили його одним із великих лідерів свого народу та свого часу. Канадський історик Джеймс Пакстон писав, що готовність Бранта прийняти численні аспекти європейської культури, його перевага носити європейський стиль одягу та те, що він був відданим членом англіканської церкви, призвели до того, що Бранта критикували за те, що він «недостатньо індіанець». Багато хто з його критиків волів би, щоб Брант був таким лідером, як Текумсе або Понтіак, який веде свій народ у сміливу, але безнадійну битву з білими людьми. Пакстон написав, що ця лінія критики базується на помилковій думці про те, що народи перших націй є «статичними та незмінними», і не розуміє, що такі люди, як ірокези, могли змінюватися і змінювалися з часом. Пакстон писав, що Брант виріс у світі, де люди з Пфальцу та шотландсько-ірландські поселенці були його сусідами, і він розумів, що європейська колонізація не буде скасована, що спонукало його до спроби забезпечити найкраще майбутнє для свого народу, прагнучи гармонізувати проживання з європейцями.
Ситуація Шістьох Націй на річці Ґранд була кращою, ніж ситуація ірокезів, які залишилися в Нью-Йорку. Його місія протягом усього життя полягала в тому, щоб допомогти індіанцям пережити перехід від однієї культури до іншої, долаючи політичні, соціальні та економічні виклики одного з найбільш нестабільних, динамічних періодів американської історії. Він ставив свою лояльність до Шістьох Націй вище лояльності до британців. Його життя не можна описати як успіх чи невдачу, хоча він знав і те, і інше. Більше всього життя Бранта було відзначене розчаруванням і боротьбою.
Його спроба створити всеплемінну єдність виявилася невдалою, хоча його зусилля були підхоплені поколінням пізніше лідером шауні Текумсе.
Останнім часом спадщина Бранта викликала дебати через використання ним рабської праці. Після того, як африканське рабство було введено в Північну Америку європейськими поселенцями, деякі ірокези, такі як Брант, дійсно володіли африканськими рабами.

### Почесті та вшанування пам'яті

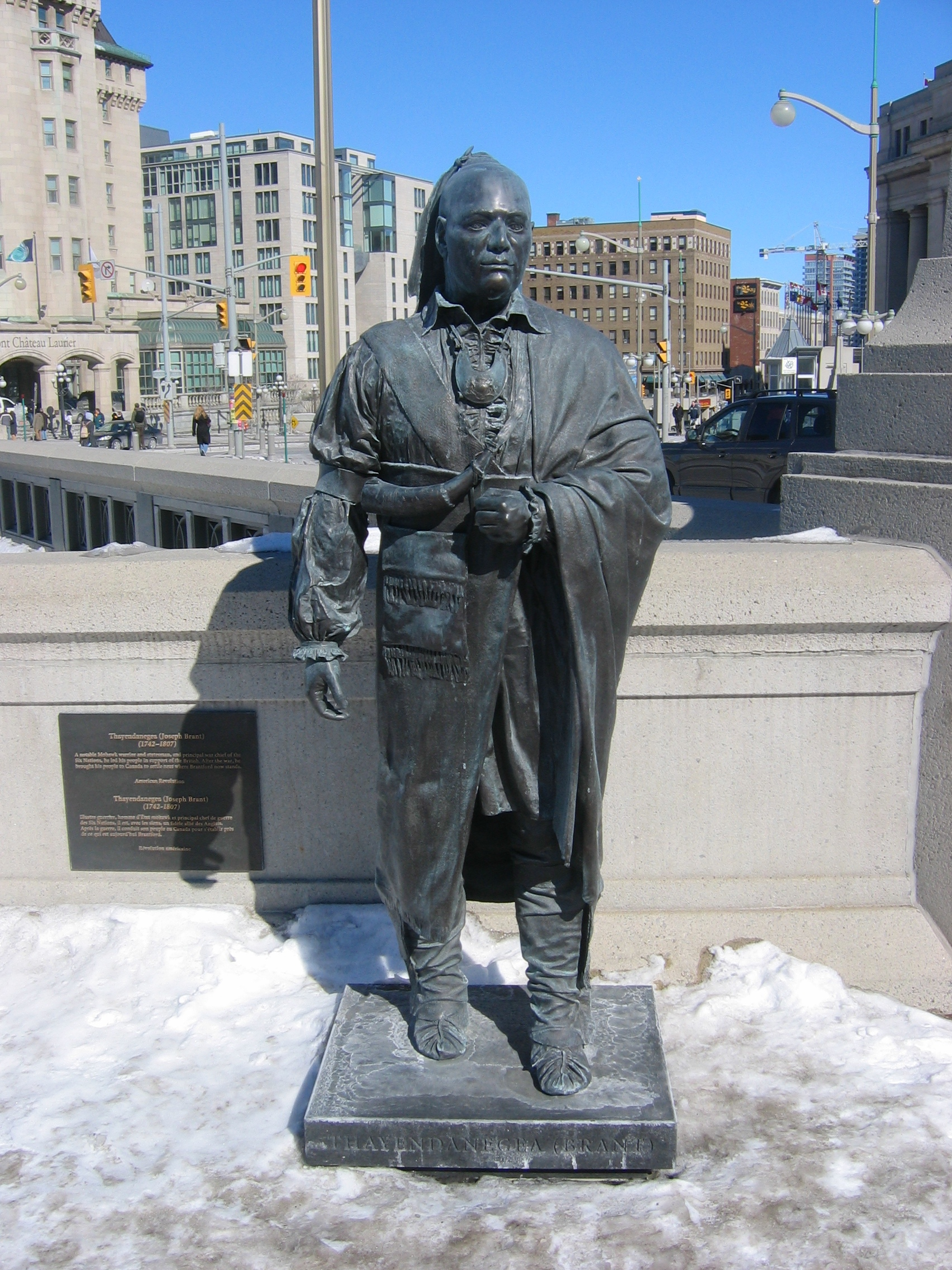
Статуя Джозефа Бранта на Меморіалі Валіантів в Оттаві

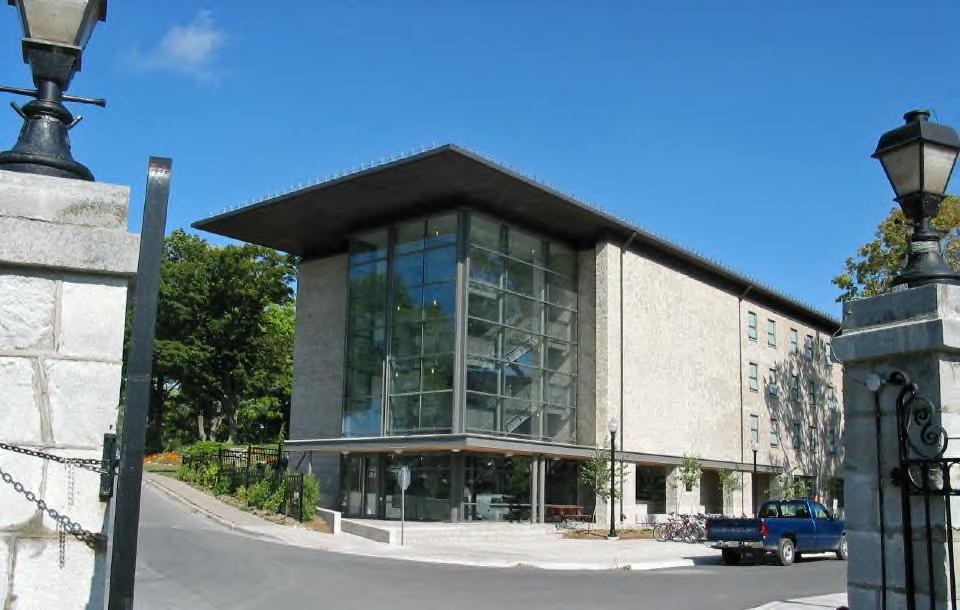
Форт Брант, Королівський військовий коледж Канади

За життя Брант був об'єктом багатьох портретистів. Два, зокрема, означають його місце в американській, канадській та британській історії:
- Портрет Джорджа Ромні, написаний під час першої поїздки Бранта до Англії в 1775–76 роках, висить у Національній галереї Канади в Оттаві, Онтаріо.
- Портрет Чарльза Вілсона Піла був написаний під час його візиту до Філадельфії в 1797 році; він висить у художній галереї в будівлі колишнього Другого банку Сполучених Штатів у Національному історичному парку Незалежності у Філадельфії. Для урочистих портретів Брант вибрав одяг у традиційному стилі ірокез.
- Музей Джозефа Бранта був побудований у середині 1800-х років на землі, якою колись володів Брант. Провінція встановила історичну дошку Онтаріо, щоб відзначити роль Брант-Гаузу в спадщині Онтаріо. Його перший будинок у Берлінґтоні було знесено в 1932 році[117]
- Місто Брантфорд і графство Брант, Онтаріо, розташовані на частині наданої ним землі та названі на його честь. Місто Брант, штат Нью-Йорк, також було названо на його честь.
- Лікарня Джозефа Бранта в Берлінґтоні, Онтаріо, названа на його честь; вона розташована на землі, якою він володів.
- Пам'ятник Бранту (1886) знаходиться на площі Вікторії у Брантфорді.
- Містечко Т'єндінаґа та територія Т'єндінаґа-Могок названі на його честь, його традиційним ім'ям могок.
- Околиці Тьяндаґа в Берлінгтоні також були названі на його честь.
- Брант є одним із 14 провідних канадських військових діячів, яких вшановують на меморіалі Валіантс в Оттаві, Онтаріо.
- Його іменем названо гуртожиток і одну з ескадрилій Королівського військового коледжу Канади.

## Археологія
У 1984–1985 роках бригади з Університету в Олбані під керівництвом Девіда Ґульденцопфа під керівництвом Діна Сноу досліджували пізню стоянку ірокезів у «Індіанському замку» (Деканогаґе) в окрузі Геркімер, Нью-Йорк. Серед розкопаних споруд був будинок, яким володіли Моллі Брант та її брат Джозеф приблизно у 1762–1780 роках. Підвал мав фундаментні стіни 60 сантиметрів (24 дюйм) товщина з підлогою 1 метр (3,3 фут) нижче поверхні. Будинок був 6 на 12 метрів (20 фут × 39 фут) із дерев'яною, а не ґрунтовою підлогою, і каміном із двосхилом, а не стандартним центральним відкритим отвором для вогню та диму. Зовнішні стіни були оббиті вагонкою. Після вимушеного від'їзду Брантів будинок займала біла сім'я, поки він не згорів десь між 1795 і 1820 роками. Відносна розкіш дому Брантів «була чимось досить новим для традиційно егалітарного суспільства ірокезів... Джозеф Брант був першим серед чоловіків-ірокезів, який вийшов економічно та політично за межі традиційної матрілінійної політичної системи....взявши на себе цю роль, він також взяв на себе багато англійських символів успіху: багатство та матеріальне демонстрування, яке воно дає, усе це допомагає нам зрозуміти, чому любов сучасних ірокезів до Бранта поєднана з нехіттю».
У 1993 році це місце було визнано національною історичною пам'яткою, історичним районом Верхнього замку Могавк:p.488–489.

## У масовій культурі
- 1936: Брант є значущим персонажем історичного роману «Барабани вздовж Могавка» американського письменника Волтера Д. Едмондса.
- 1951-1964: Брант є основним або повторюваним персонажем у ряді історичних фантастичних романів Джона Бріка, в тому числі «Рейд» (1951), «Стрілець» (1953), «Королівські рейнджери» (1954), «Орел з Ніаґари» (1955). ) і Полонені Сенеки (1964).
- 1990: його роль зіграв Джек Ланґедайк у телевізійному фільмі «Розділена вірність».
- 1992: Анкас, якого зіграв Ерік Швайґ, згадує Бранта під час вечері в каюті Джона Кемерона у версії «Останнього з могікан» 1992 року.
- 2007: Брант — головний персонаж історичного фантастичного роману «Манітуана» італійського письменницького колективу Ву Мін.
- Брант представлений у трьох томах романів «Чужинська країна», написаних Діаною Ґеблдон, «Відлуння в кістках», «Написане кров'ю мого власного серця» та «Йди, скажи бджолам, що мене немає»[119].

## Подальше читання
- Abler, Thomas S. "Joseph Brant" in John A. Garraty and Mark C. Carnes, eds., American National Biography. New York: Oxford University Press, 1999. ISBN 0-19-520635-5ISBN 0-19-520635-5.
- Cassar, George. Beyond Courage: the Canadians at the Second Battle of Ypres. Oberon Press, 1985. ISBN 0-88750-601-1ISBN 0-88750-601-1.
- Chalmers, Harvey and Ethel Brant Monture, Joseph Brant: Mohawk. Michigan State University Press, 1955.
- Bailey, Thomas Melville. Dictionary of Hamilton Biography (Vol I, 1791–1875), W.L. Griffin Ltd. pp. 143 1981
- Jackson, Ray D. and Susan M. Jackson. America's Youngest Warriors, Volume III. Tempe, AZ, Veterans of Underage Military Service, 2006. pp. 579–582. ISBN 0-9656093-3-2ISBN 0-9656093-3-2.
- Jakes, John. Mohawk: The Life of Joseph Brant.  New York, Crowell-Collier Press, 1969.
- Johnson, Michael. Tribes of the Iroquois Confederacy. Oxford, Osprey Publishing, 2003. ISBN 1-84176-490-6ISBN 1-84176-490-6.
- Loyalist Families of the Grand River Branch, United Empire Loyalists' Association of Canada. Toronto, Pro Familia Publishing, 1991. ISBN 0-9692514-5-9ISBN 0-9692514-5-9.
- Merrell, James H. Into the American Woods: Negotiators on the Pennsylvania Frontier. New York, W.W. Norton, 1999. ISBN 0-393-31976-8ISBN 0-393-31976-8.
- Nash, Gary B. The Unknown American Revolution: The Unruly Birth of Democracy and the Struggle to Create America. New York, Viking, 2005. ISBN 0-670-03420-7ISBN 0-670-03420-7.
- O'Donnell, James. "Joseph Brant" in R. David Edmunds, ed., American Indian Leaders: Studies in Diversity. University of Nebraska Press, 1980, pp. 21–40. ISBN 0-8032-6705-3ISBN 0-8032-6705-3.
- Prevost, Toni Jollay. Indians From New York in Ontario and Quebec, Canada: A Genealogy Reference, Volume Two. Bowie, MD, Heritage Books, 1995. ISBN 0-7884-0257-9ISBN 0-7884-0257-9.
- Skenandoah, "Letters on the Iroquois," The American Whig Review, vol. 5, issue 2 (Feb 1847), pg. 183. Copy at Cornell University Library.
- Stone, William L.Stone, William L. (1838). Life of Joseph Brant-Thayendanegea: including the border wars of the American Revolution, and sketches of the Indian campaigns of Generals Harmar, St. Clair, and Wayne : and other matters connected with the Indian relations of the United States and Great Britain, from the peace of 1783 to the Indian peace of 1795. New York: A. V. Blake.Life of Joseph Brant-Thayendanegea: including the border wars of the American Revolution, and sketches of the Indian campaigns of Generals Harmar, St. Clair, and Wayne : and other matters connected with the Indian relations of the United States and Great Britain, from the peace of 1783 to the Indian peace of 1795. New York: A. V. Blake.
- Volwiler, Albert T. George Croghan and the Westward Movement, 1741–1782. Lewisburg, PA, Wennawoods Publishing, 2000. Originally published 1926. ISBN 1-889037-22-2ISBN 1-889037-22-2.
- Williams, Glenn F. Year of the Hangman: George Washington's Campaign Against the Iroquois. Yardley: Westholme Publishing, 2005. ISBN 1-59416-013-9ISBN 1-59416-013-9.

## Зовнішні посилання
- War Art in Canada: A Critical History, by Laura Brandon published by the Art Canada Institute[en].
- Joseph Brant (Thayendanegea), Mohawk, by Tom Penick or
- Portraits of Joseph Brant (Thayendanegea), Mohawk
- Joseph Brant: The Demise of the Iroquois League
- "The Myth of the Loyalist Iroquois", argues that it is misleading to describe Brant and other Iroquois leaders as "Loyalists" in the American Revolution
- The Brantford Public Library - Virtual War Memorial
- Ontario Heritage Plaque - Brant House
- Joseph Brant Letters from the University of Pittsburgh Darlington Autograph Files
- EDSITEment's lesson Native Americans Role in the American Revolution: Choosing Sides
- Museums of Burlington: Joseph Brant Museum